# Ambulyx
Ambulyx este un gen de molii din familia Sphingidae. 

## Specii
- Ambulyx adhemariusa - Eitschberger, Bergmann & Hauenstein, 2006
- Ambulyx amara - Kobayashi, Wang & Yano, 2006
- Ambulyx amboynensis - Rothschild, 1894
- Ambulyx andangi - Brechlin 1998
- Ambulyx auripennis - Moore 1879
- Ambulyx bakeri - (Clark 1929)
- Ambulyx belli - (Jordan 1923)
- Ambulyx bima - Rothschild & Jordan 1903
- Ambulyx canescens - Walker 1865
- Ambulyx carycina - (Jordan, 1919)
- Ambulyx celebensis - (Jordan 1919)
- Ambulyx ceramensis - (Joicey & Talbot 1921)
- Ambulyx charlesi - (Clark 1924)
- Ambulyx clavata - (Jordan 1929)
- Ambulyx cyclasticta - (Joicey & Kaye 1917)
- Ambulyx dohertyi - Rothschild 1894
- Ambulyx flava - (Clark, 1924)
- Ambulyx flavocelebensis - (Brechlin, 2009)
- Ambulyx immaculata - (Clark 1924)
- Ambulyx interplacida - Brechlin, 2006
- Ambulyx inouei - Cadiou & Holloway 1985
- Ambulyx japonica - Rothschild 1894
- Ambulyx johnsoni - (Clark 1917)
- Ambulyx jordani - (Bethune-Baker 1910)
- Ambulyx kuangtungensis - (Mell 1922)
- Ambulyx lahora - Butler 1875
- Ambulyx lestradei - Cadiou 1998
- Ambulyx liturata - Butler 1875
- Ambulyx maculifera - Walker 1866
- Ambulyx marissa - Eitschberger & Melichar, 2009
- Ambulyx matti - (Jordan 1923)
- Ambulyx meeki - (Rothschild & Jordan 1903)
- Ambulyx montana - Cadiou & Kitching 1990
- Ambulyx moorei - Moore 1858
- Ambulyx naessigi - Brechlin 1998
- Ambulyx obliterata - (Rothschild 1920)
- Ambulyx ochracea - Butler 1885
- Ambulyx phalaris - (Jordan 1919)
- Ambulyx placida - Moore 1888
- Ambulyx pryeri - Distant 1887
- Ambulyx psedoclavata - Inoue 1996
- Ambulyx pseudoregia - Eitschberger & Bergmann, 2006
- Ambulyx regia - Eitschberger, 2006
- Ambulyx rudloffi - Brechlin, 2005
- Ambulyx schauffelbergeri - Bremer & Grey 1853
- Ambulyx semifervens - (Walker 1865)
- Ambulyx semiplacida - Inoue 1990
- Ambulyx sericeipennis - Butler 1875
- Ambulyx siamensis - Inoue 1991
- Ambulyx sinjaevi - Brechlin 1998
- Ambulyx staudingeri - Rothschild 1894
- Ambulyx substrigilis - Westwood 1847
- Ambulyx suluensis - Hogenes & Treadaway 1998
- Ambulyx tattina - (Jordan 1919)
- Ambulyx tenimberi - (Clark 1929)
- Ambulyx tobii - (Inoue, 1976)
- Ambulyx tondanoi - (Clark 1930)
- Ambulyx wildei - Miskin 1891
- Ambulyx wilemani - (Rothschild & Jordan 1916)
- Ambulyx zhejiangensis - Brechlin, 2009

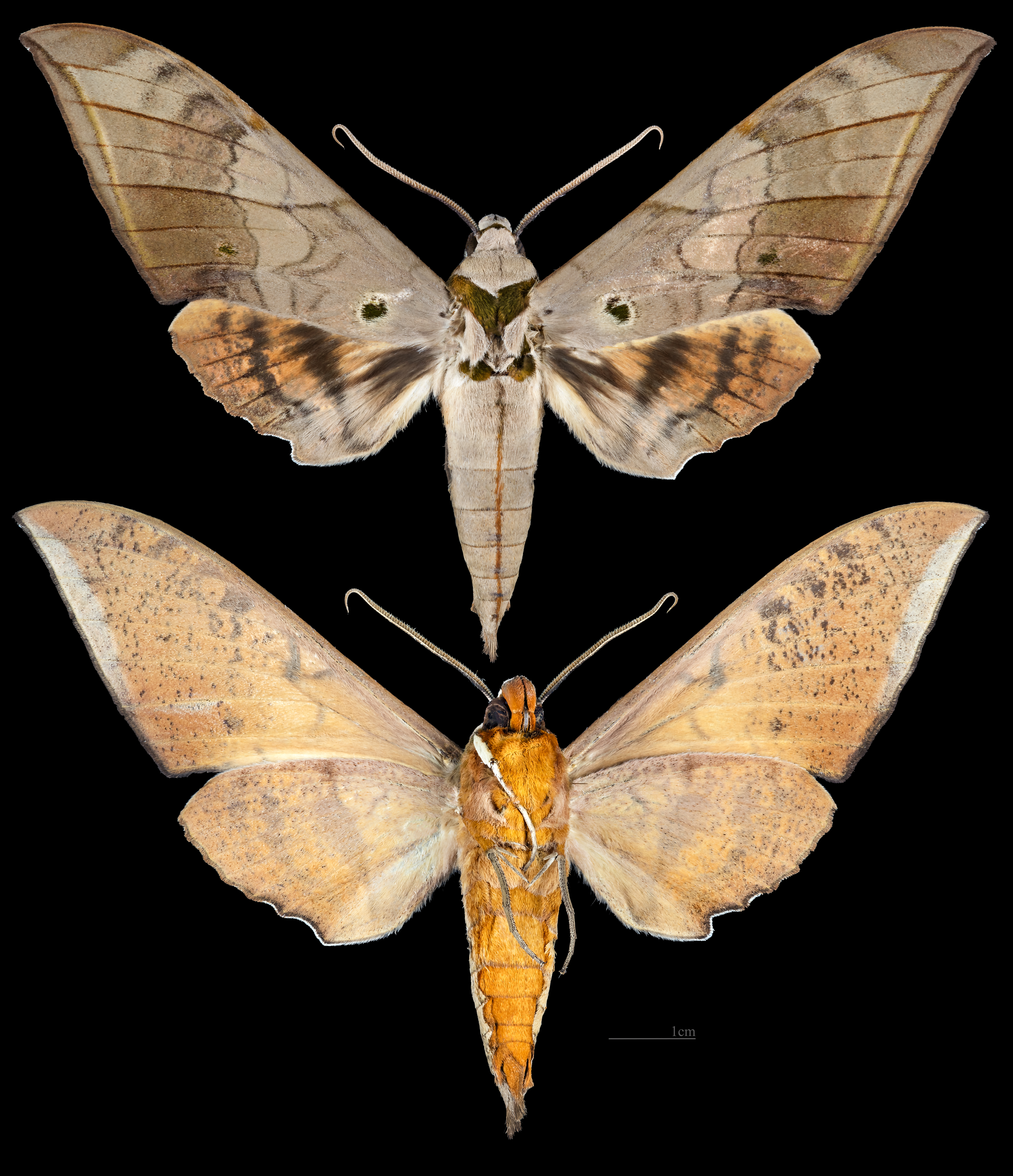
Ambulyx auripennis
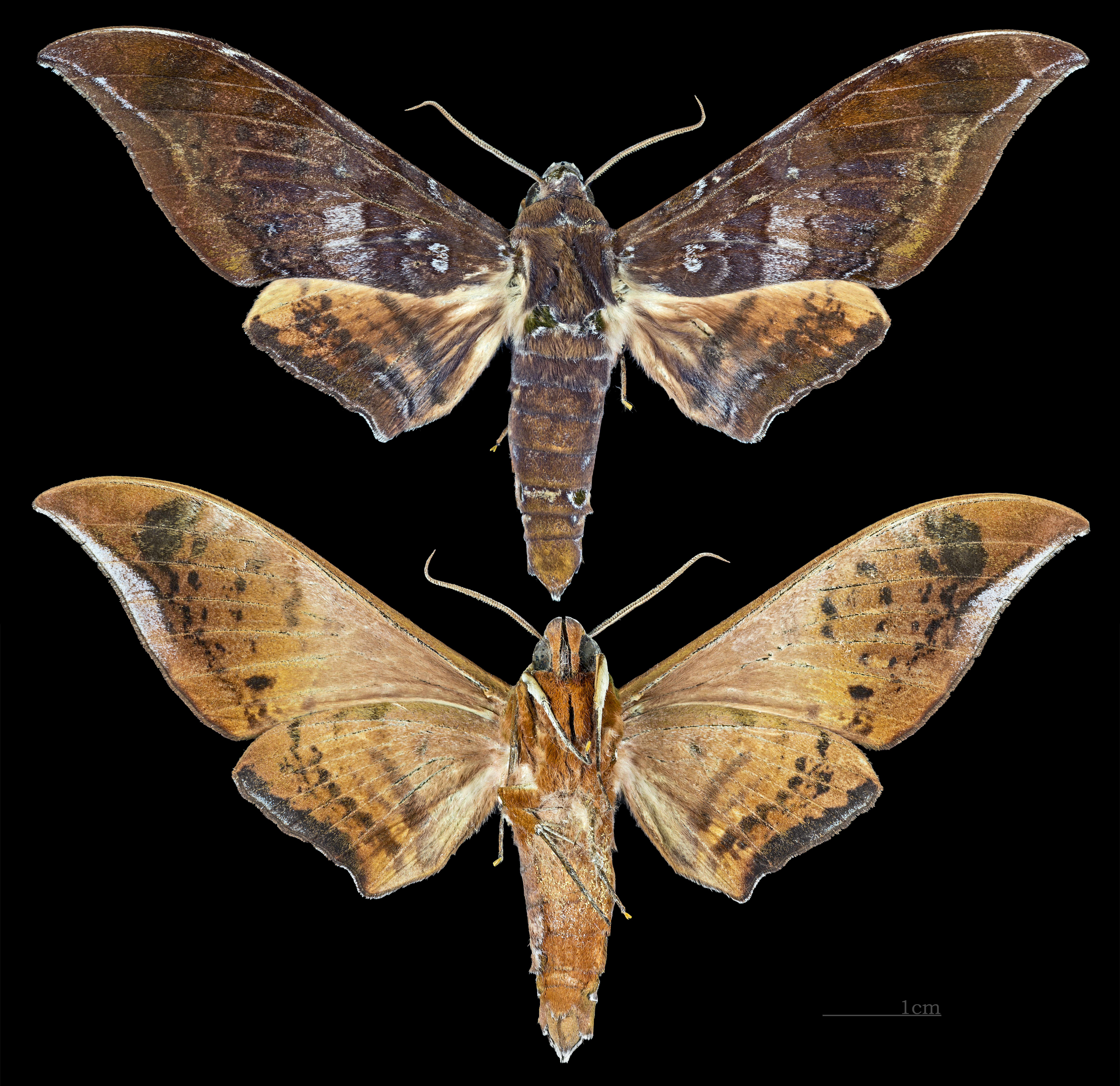
Ambulyx bakeri
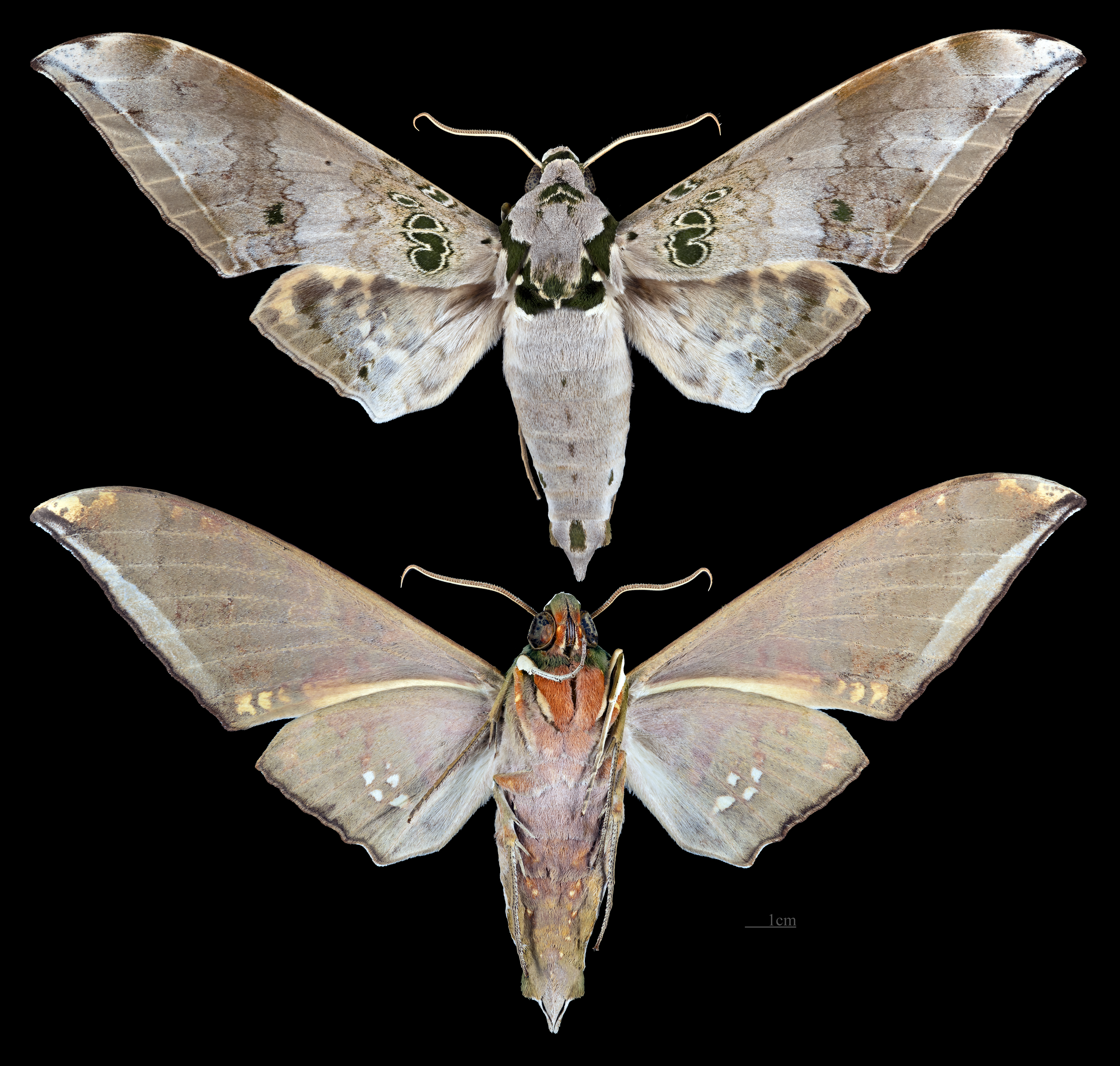
Ambulyx canescens
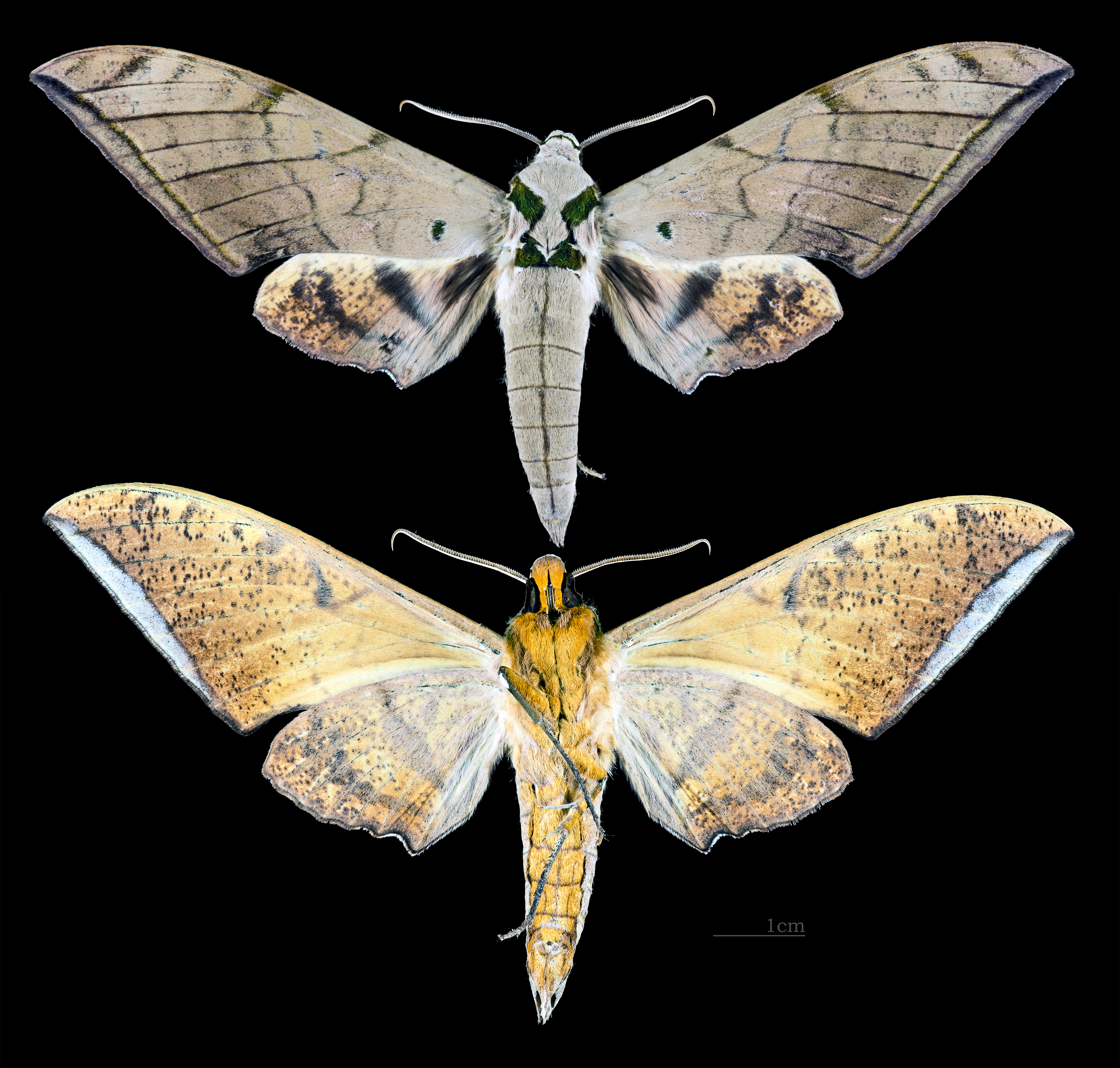
Ambulyx clavata
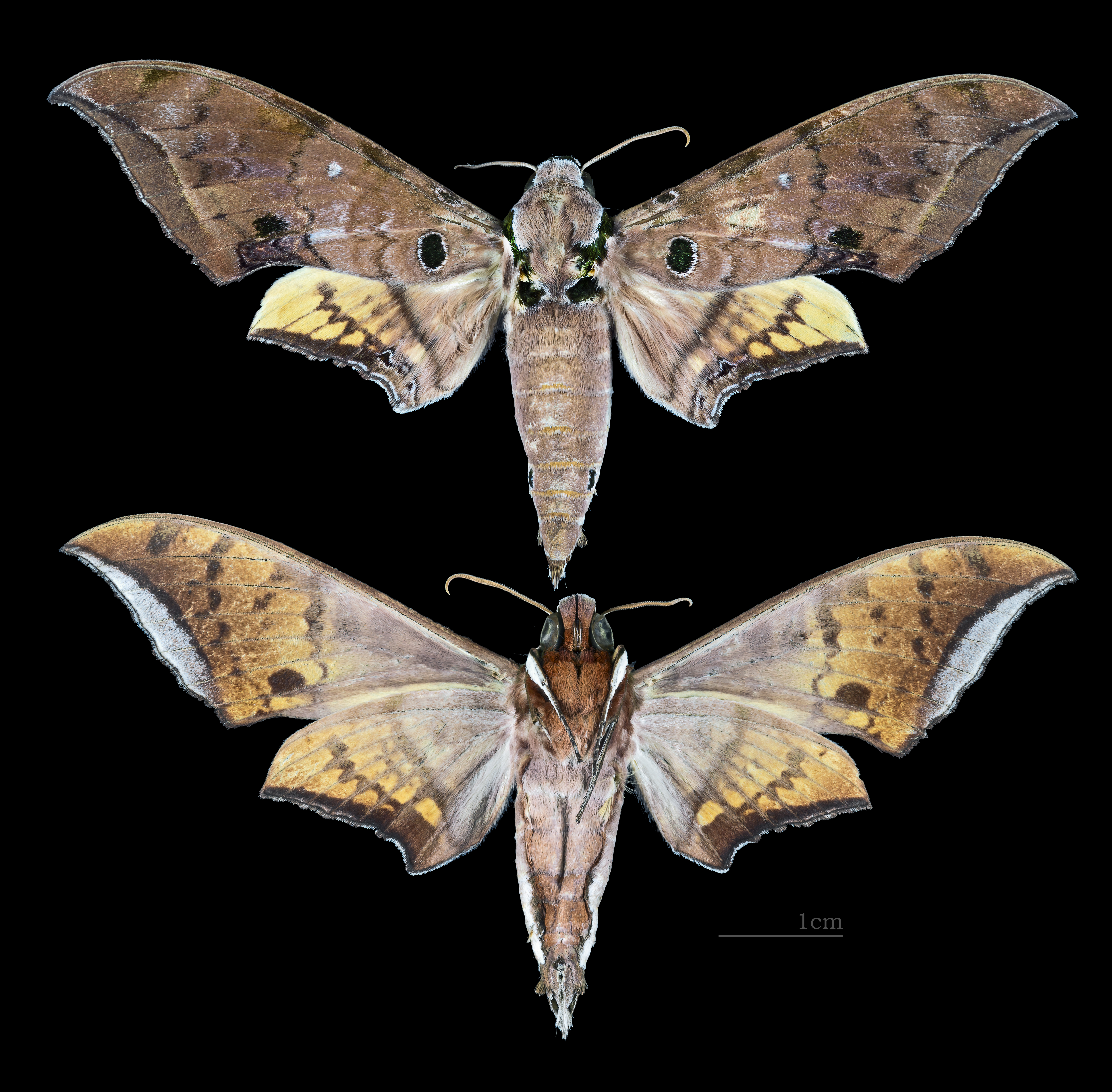
Ambulyx dohertyi
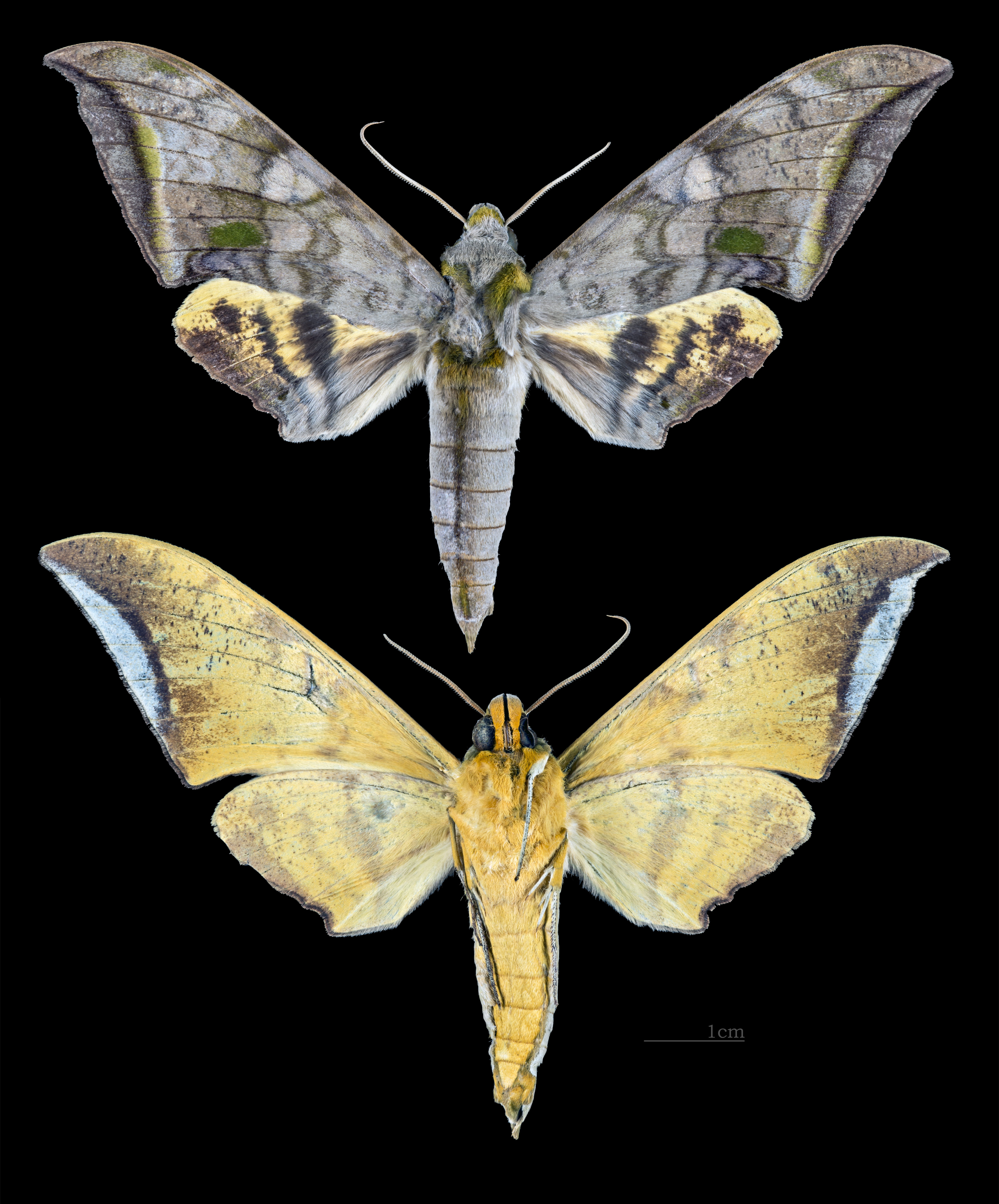
Ambulyx immaculata
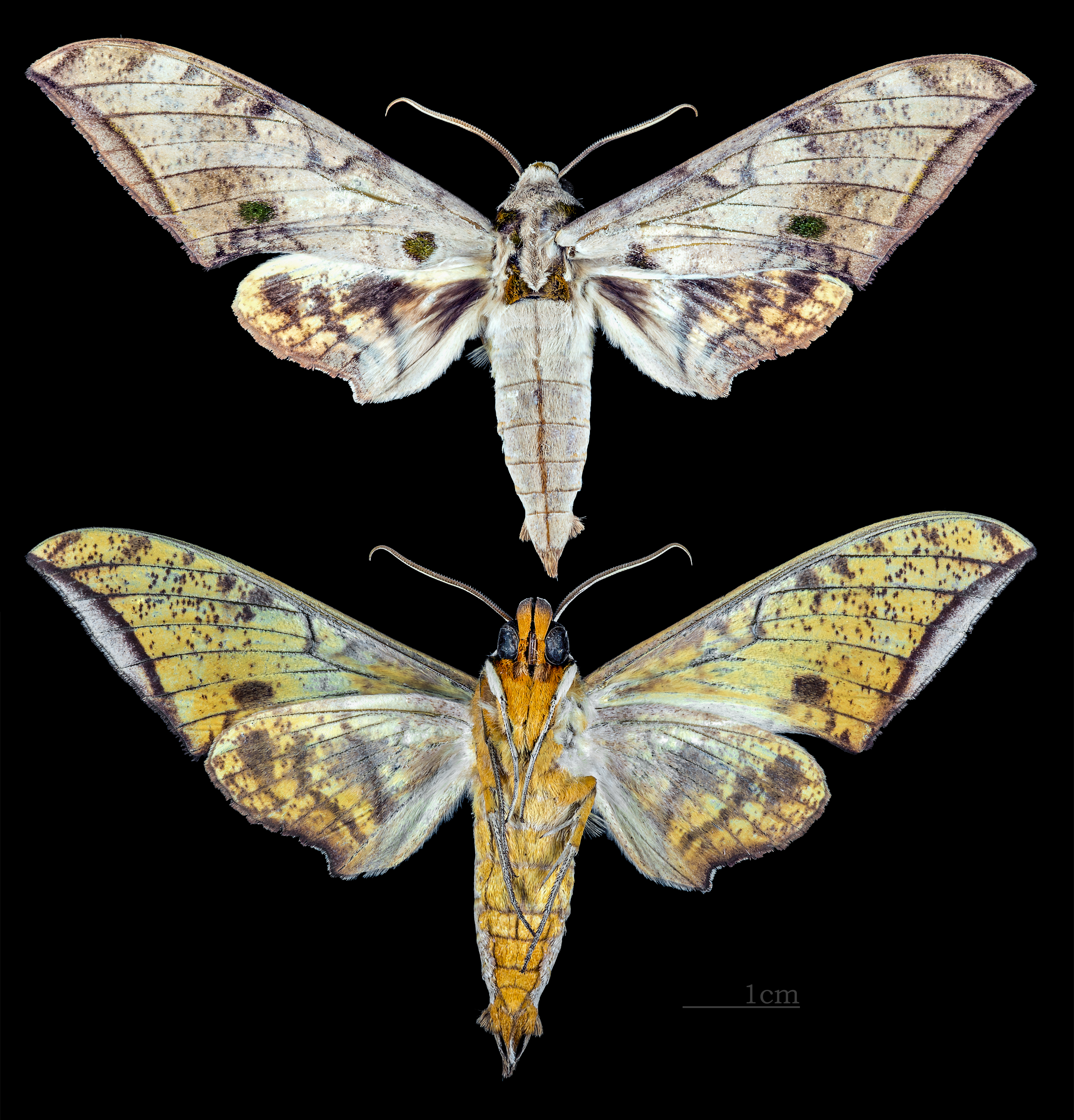
Ambulyx inouei
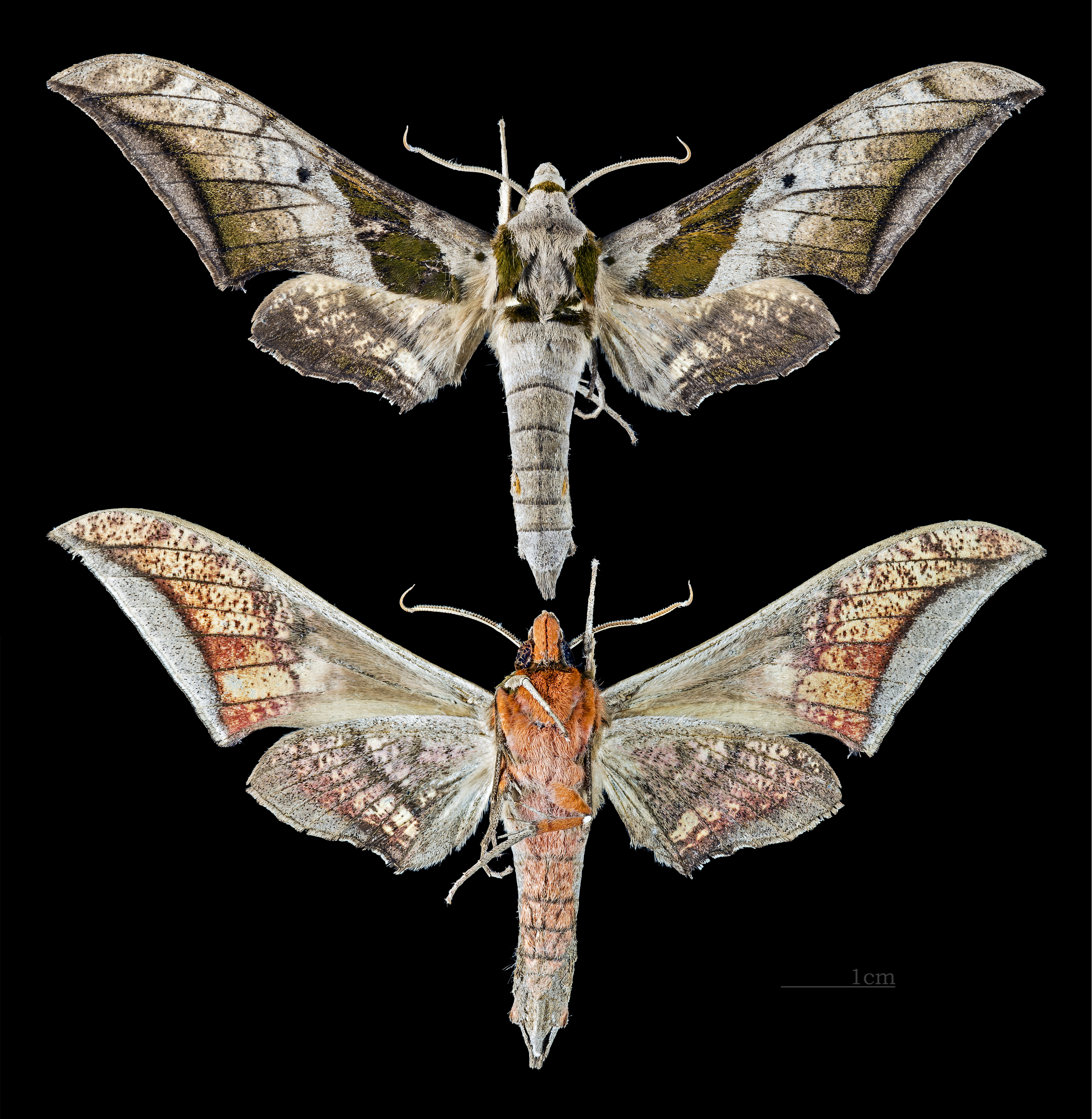
Ambulyx japonica
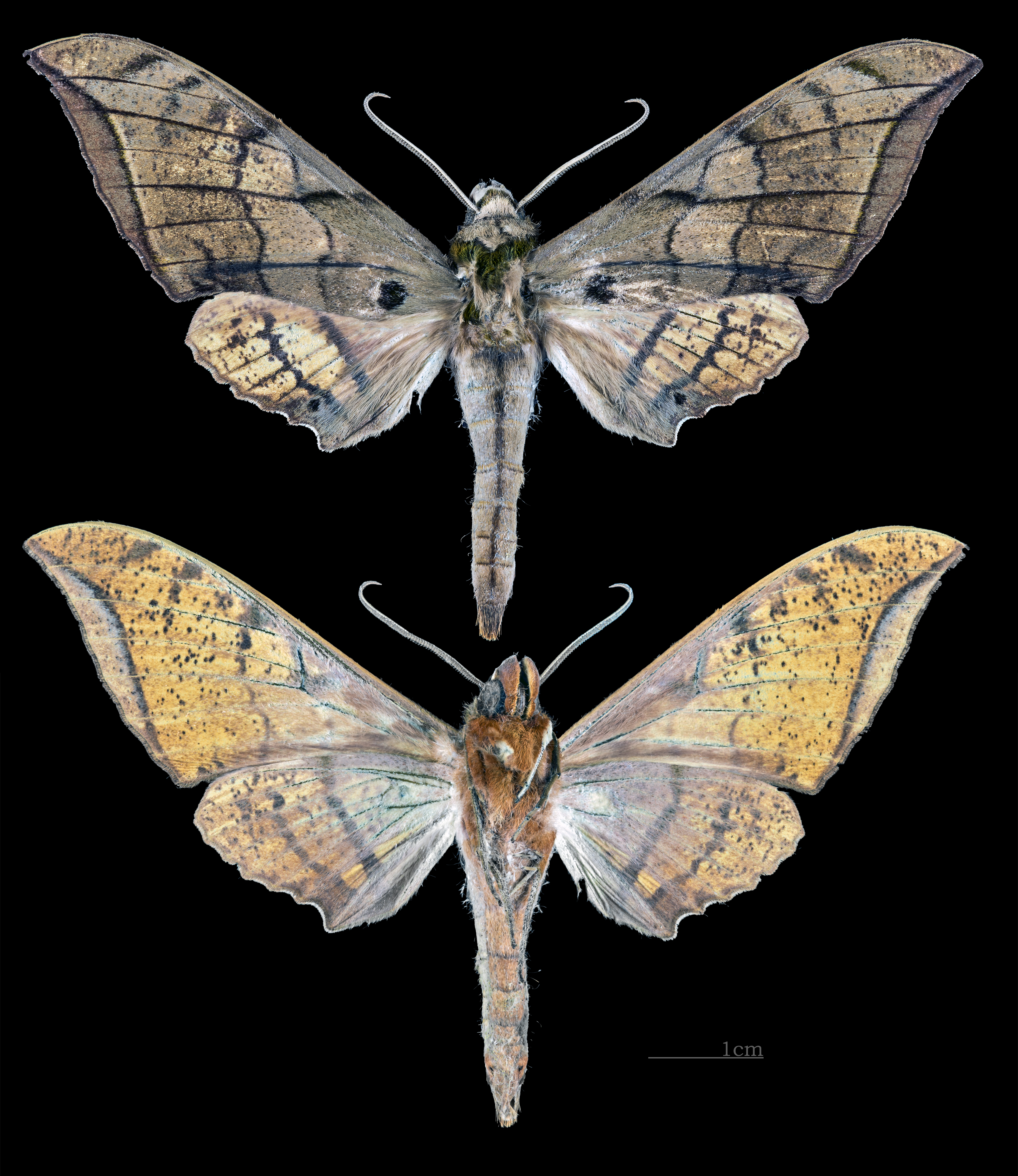
Ambulyx johnsoni
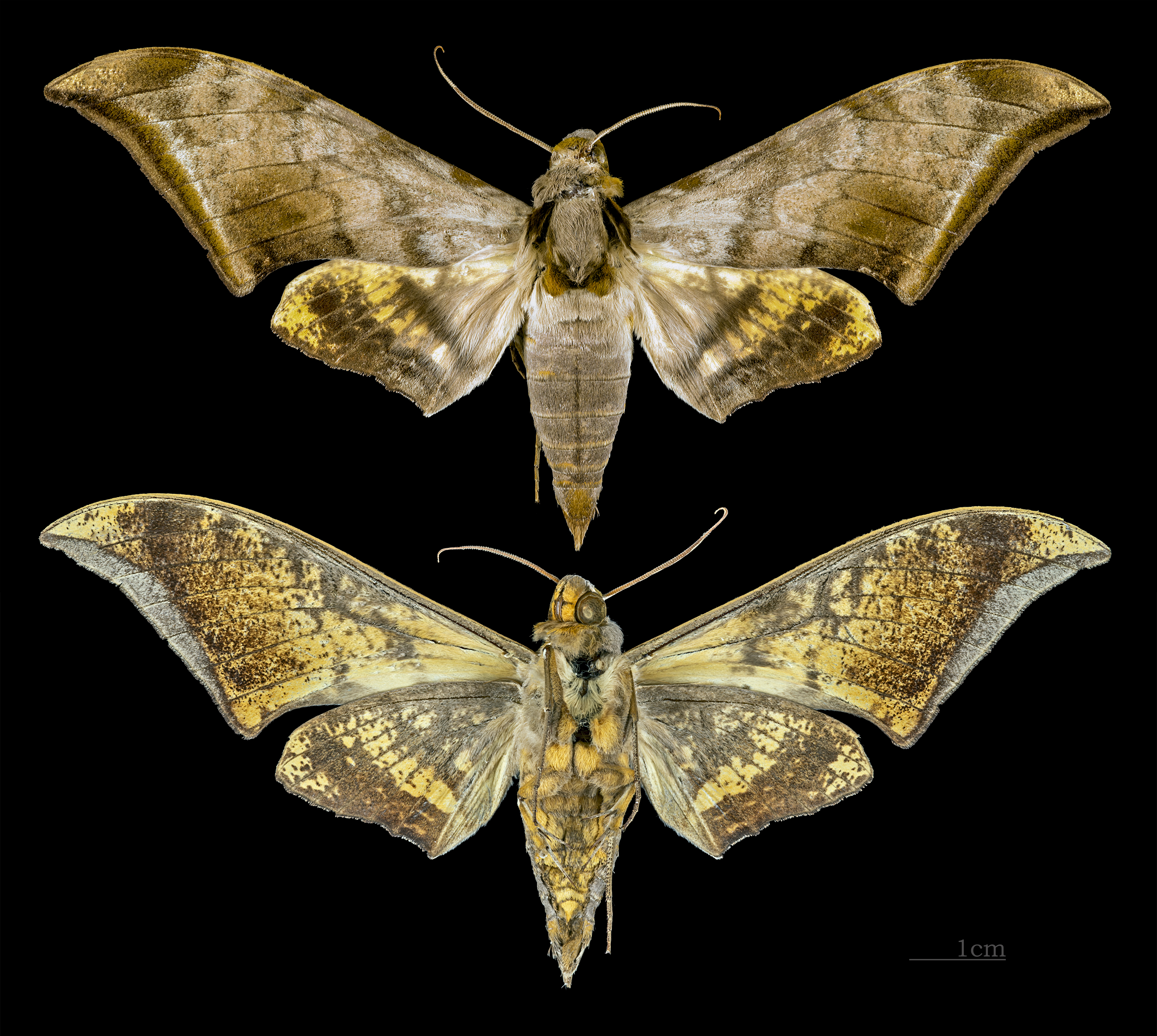
Ambulyx jordani
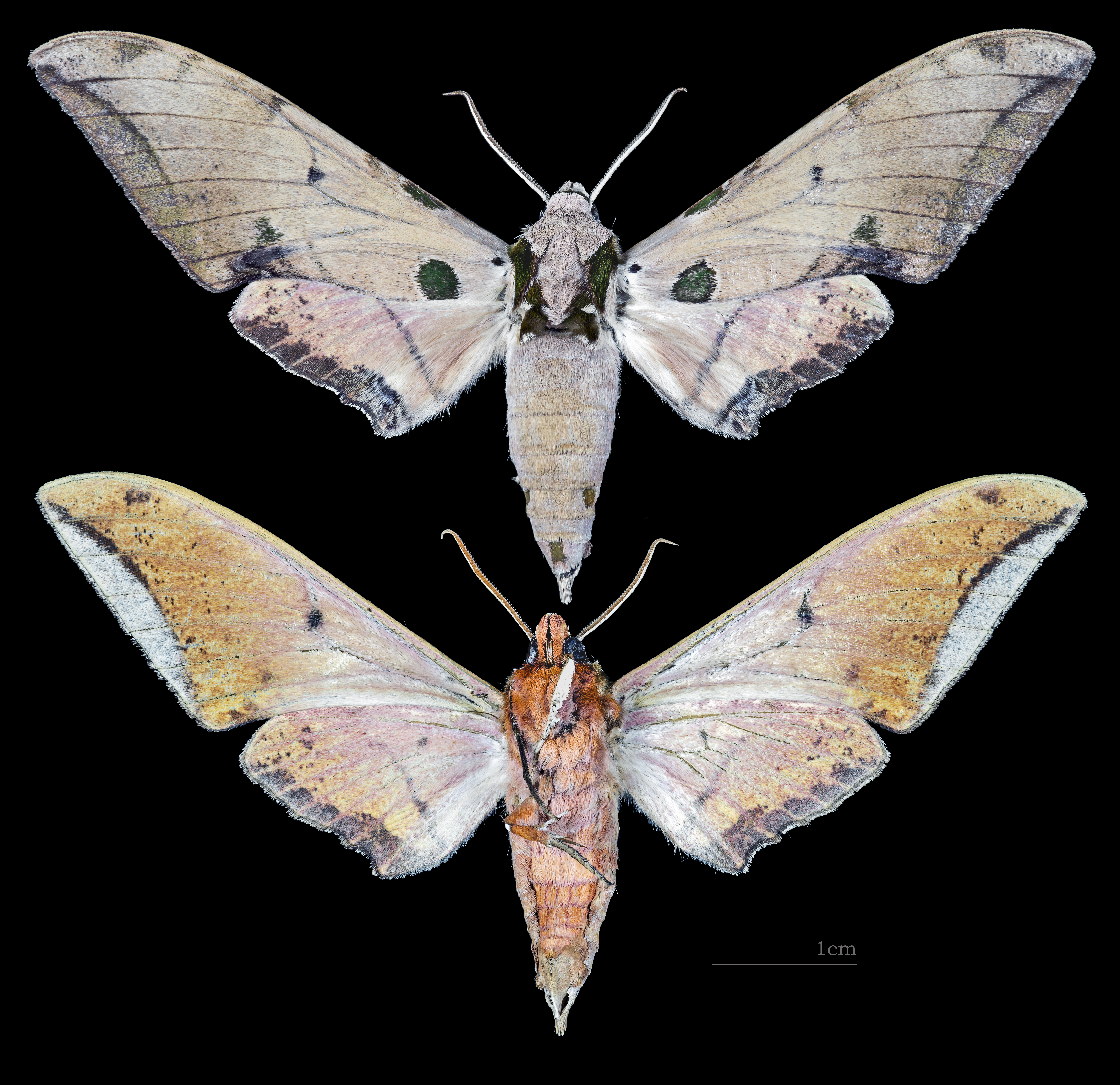
Ambulyx kuangtungensis
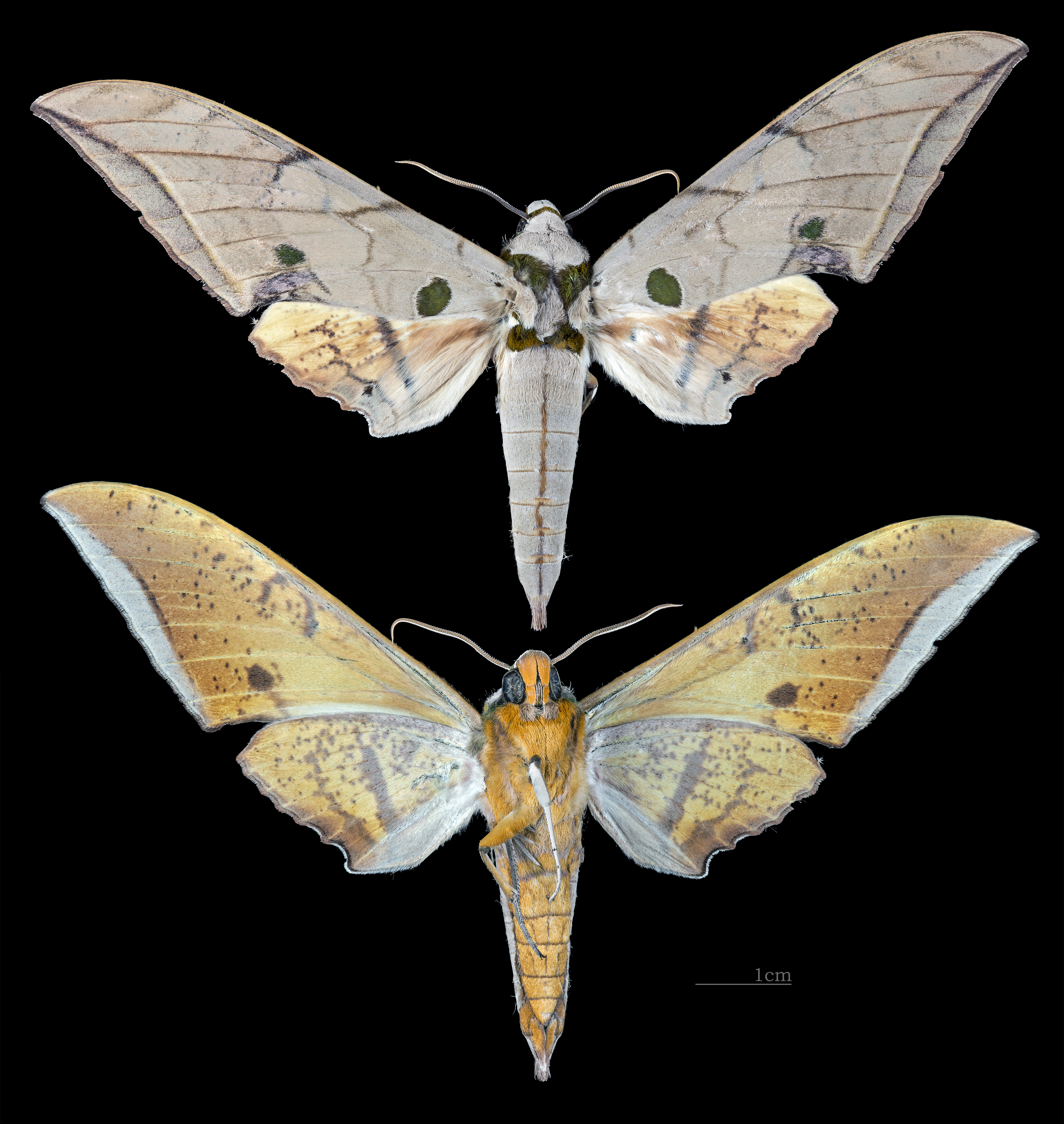
Ambulyx liturata
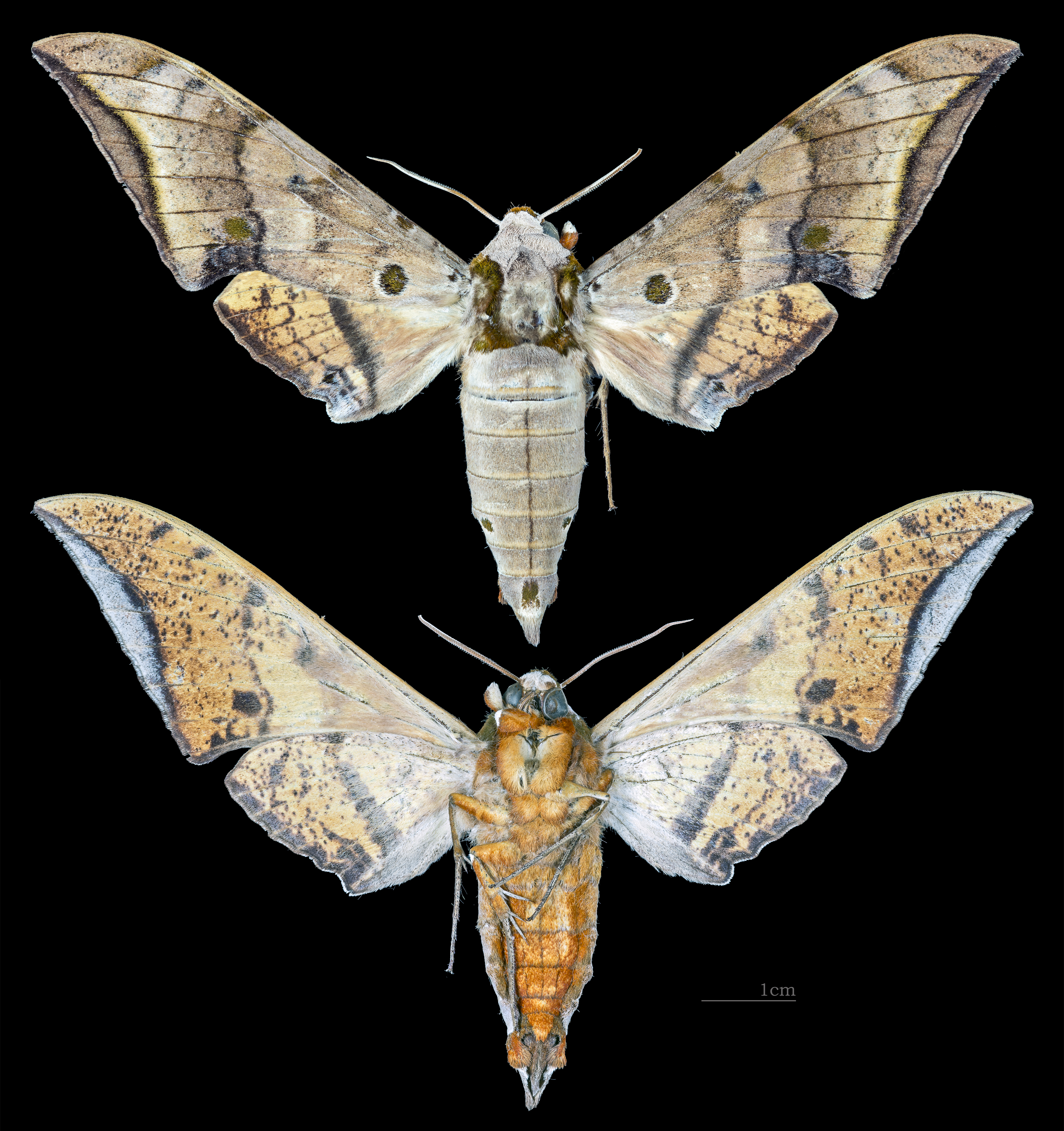
Ambulyx maculifera
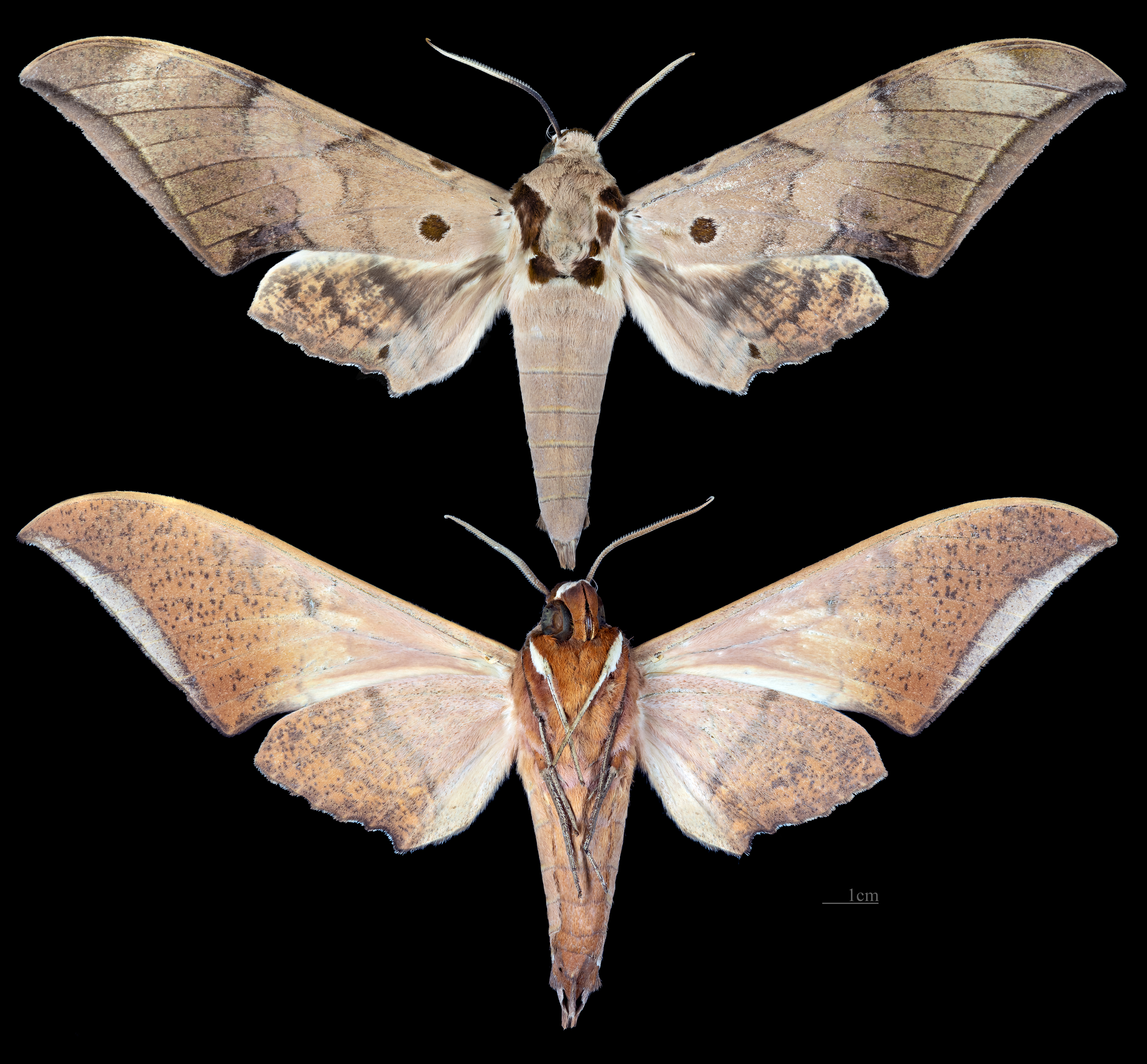
Ambulyx matti
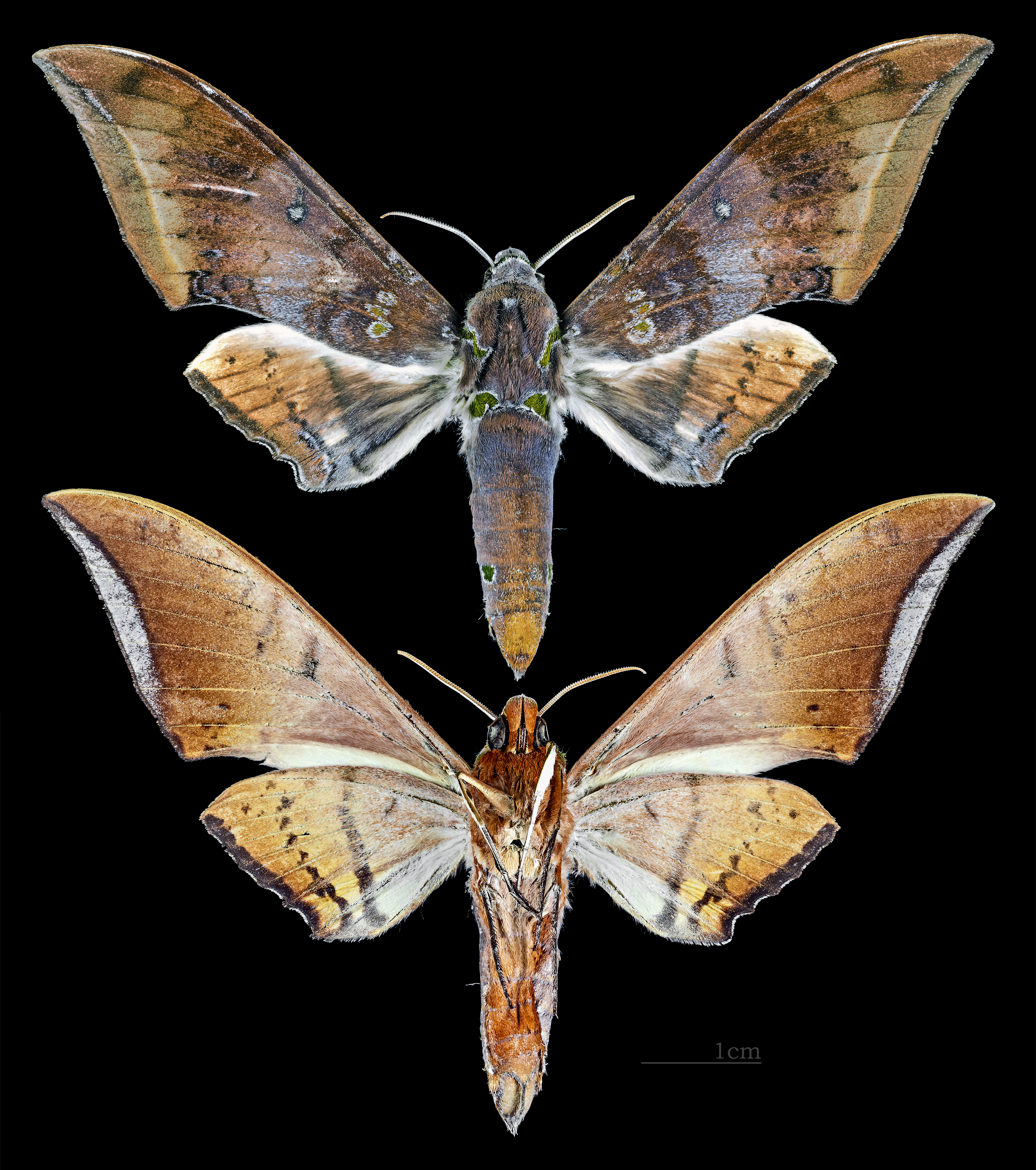
Ambulyx moorei
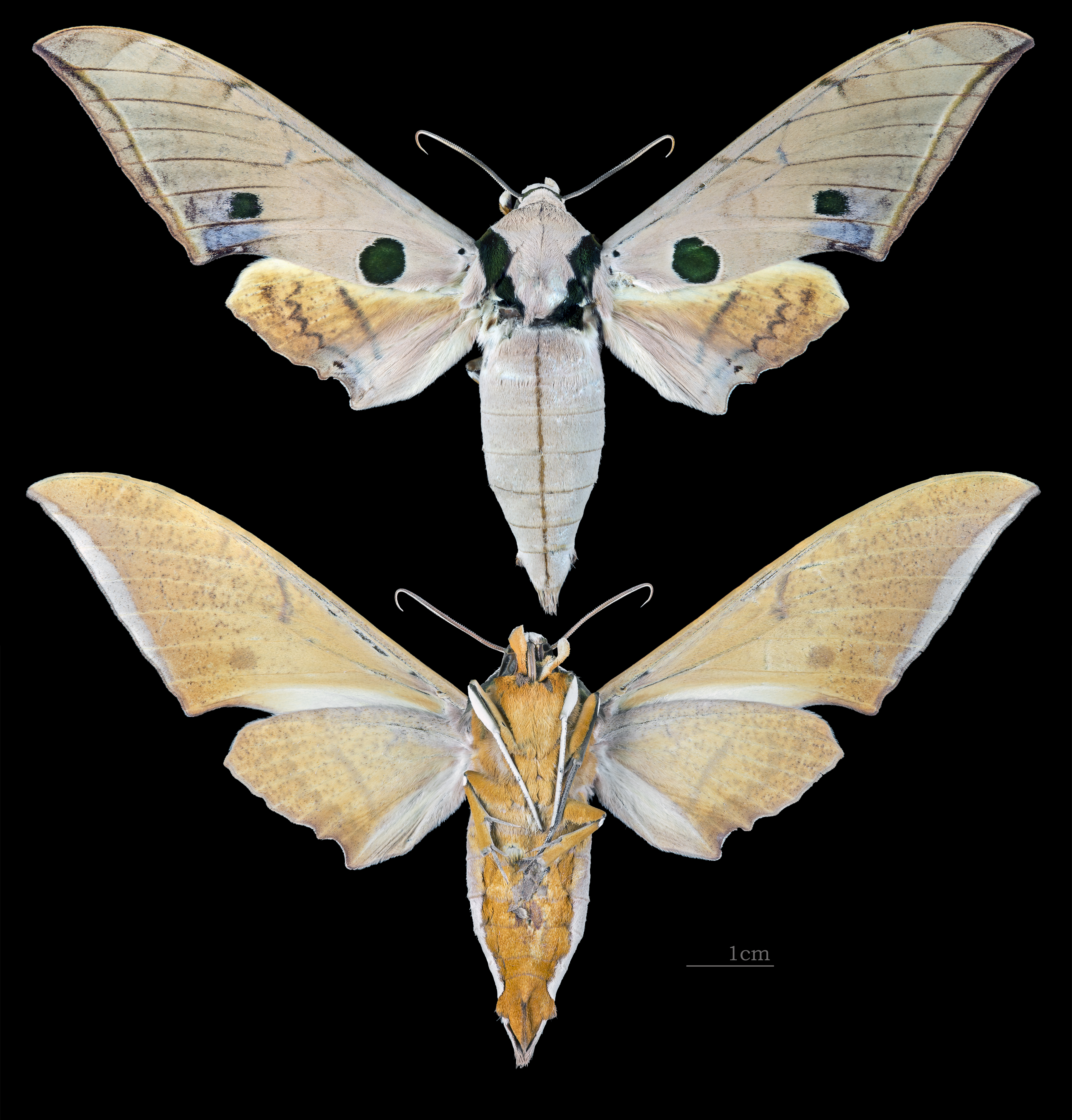
Ambulyx obliterata
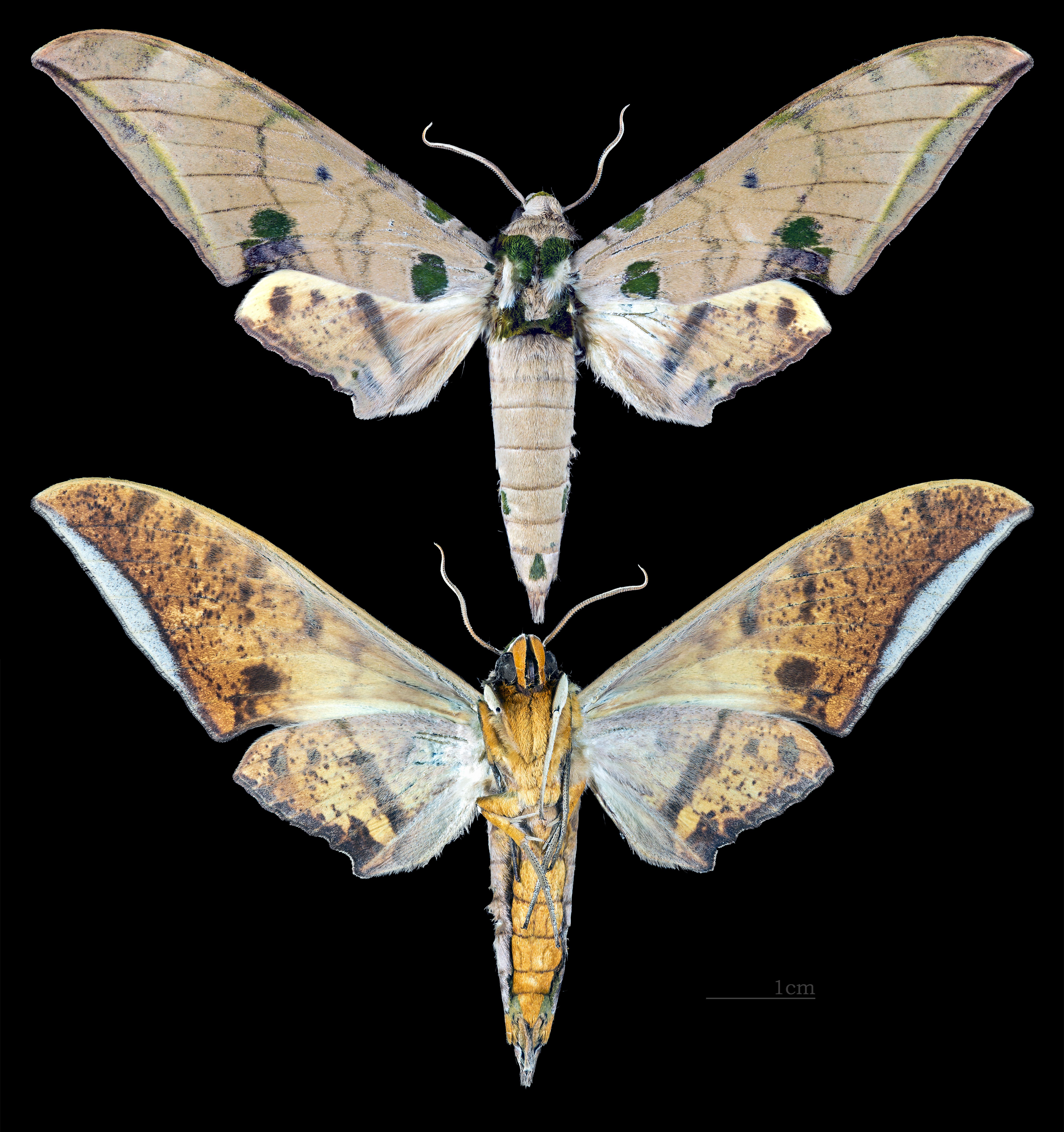
Ambulyx ochracea
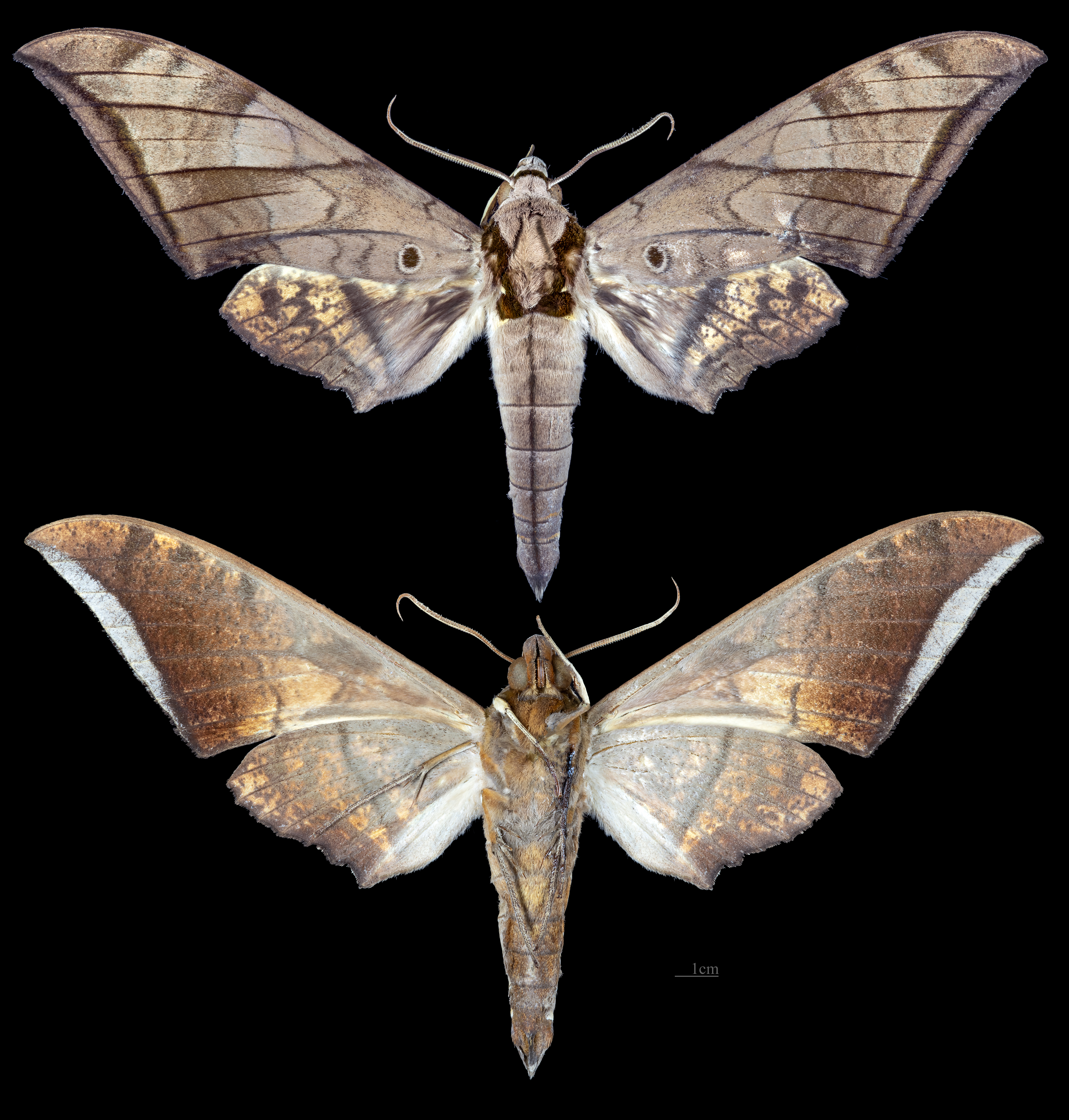
Ambulyx phalaris
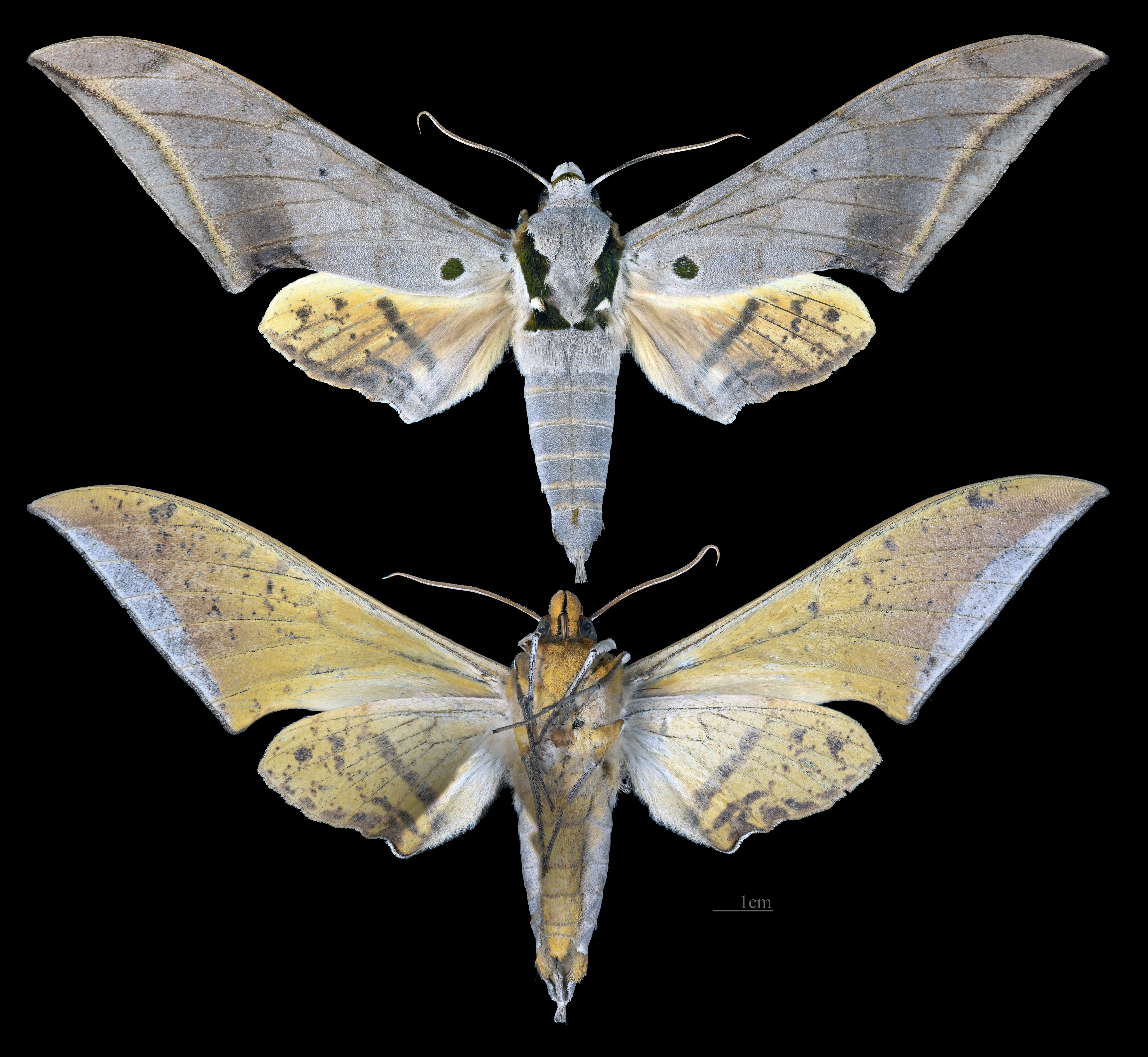
Ambulyx placida
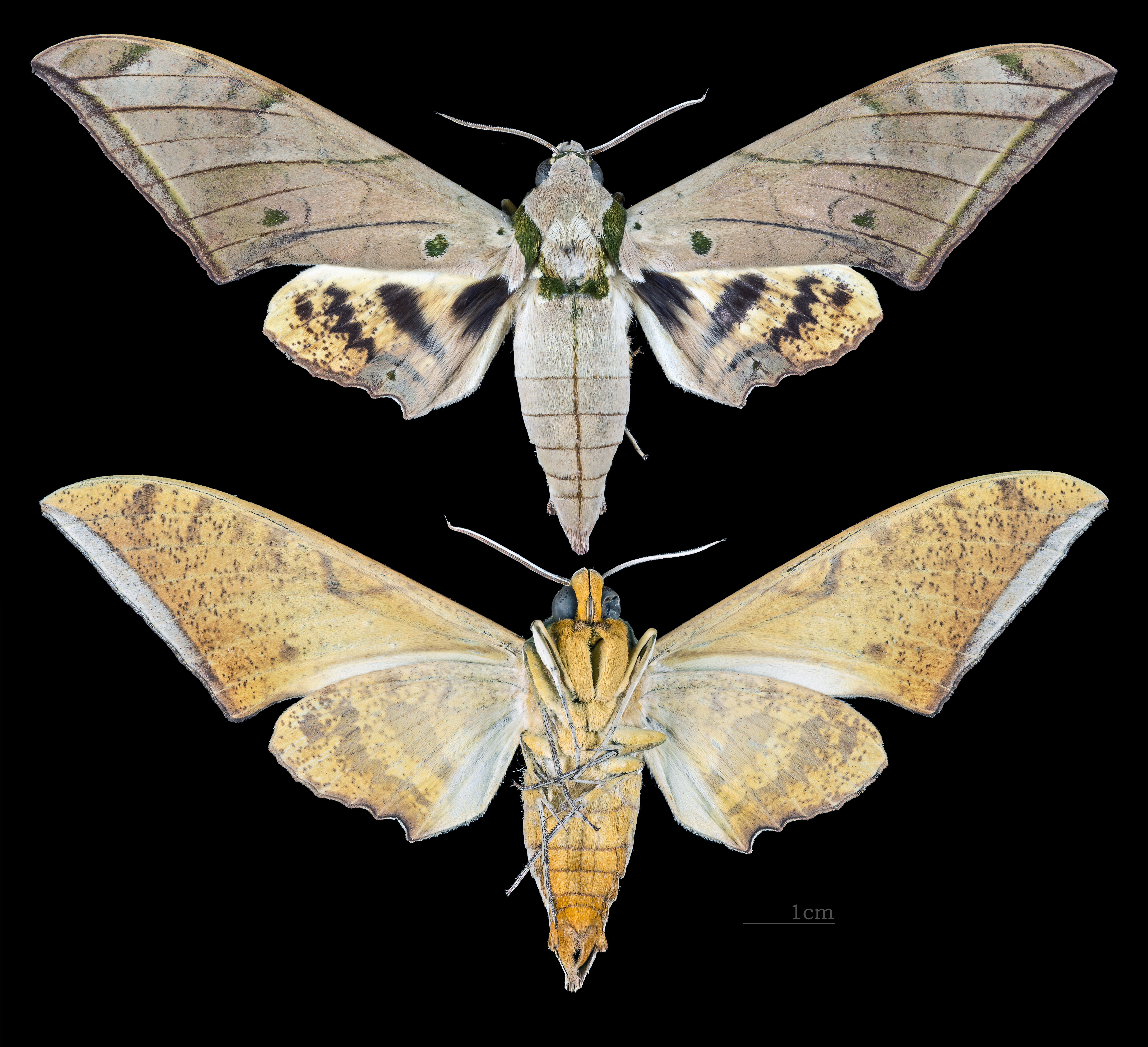
Ambulyx pryeri
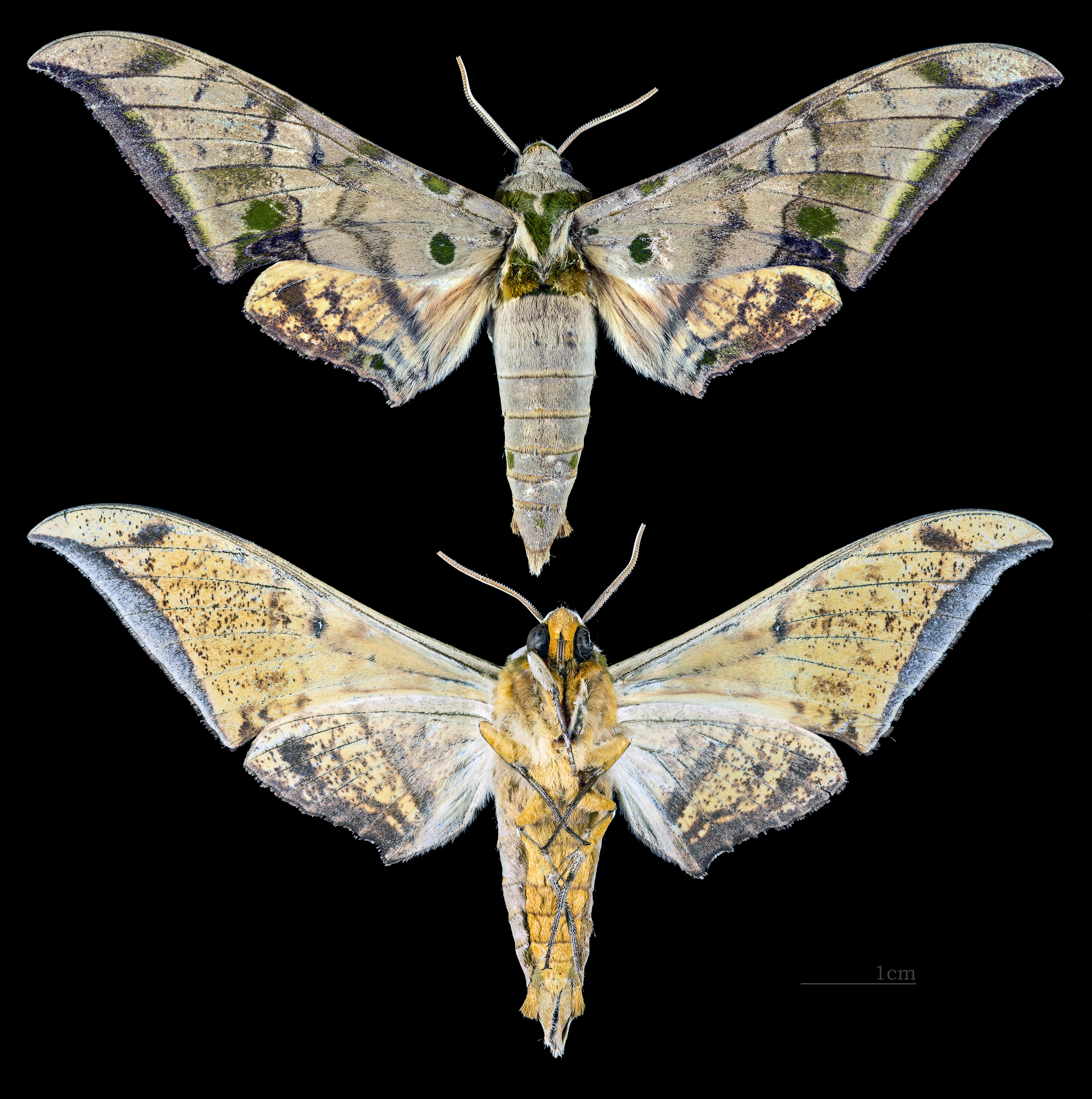
Ambulyx schauffelbergeri
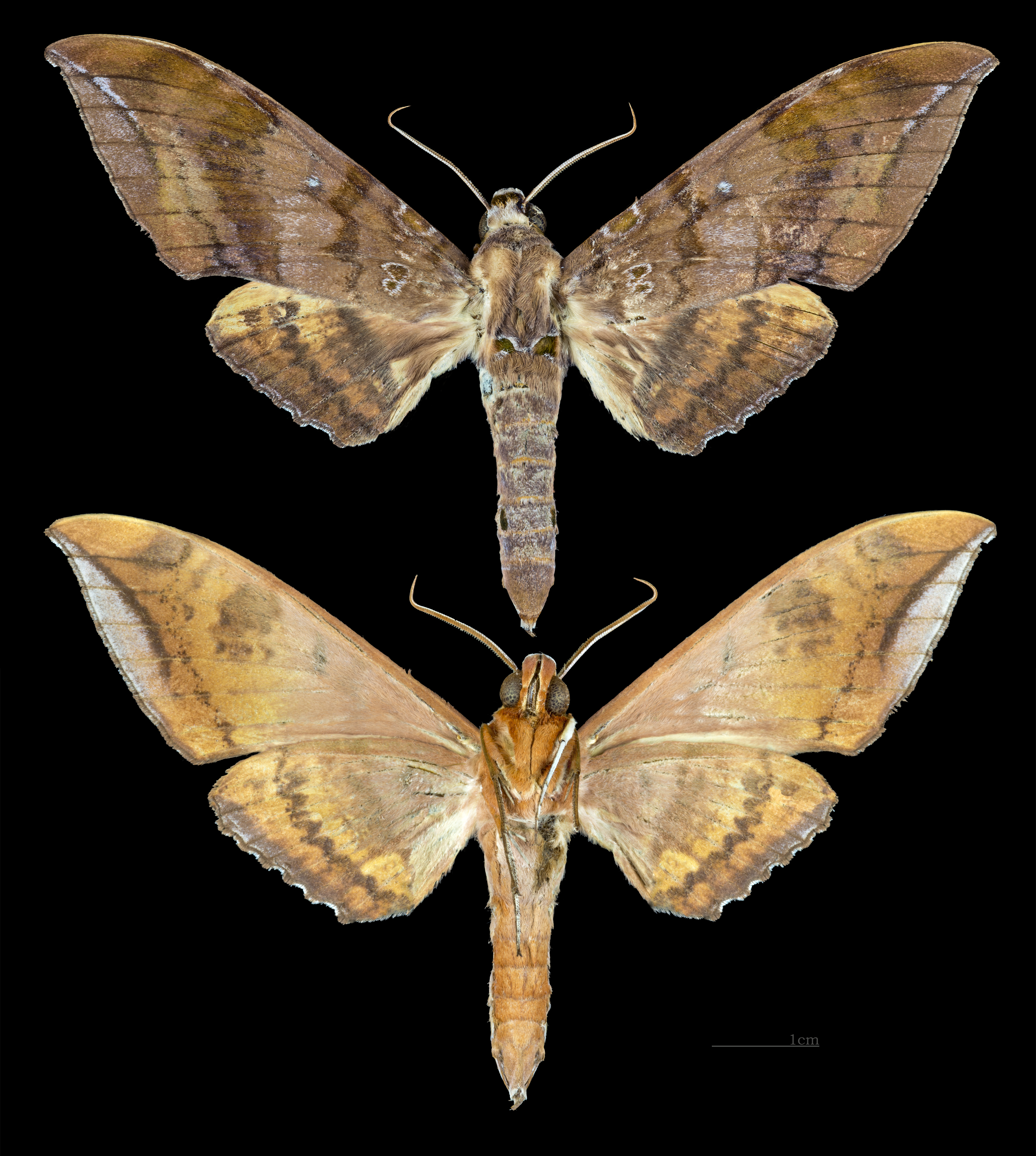
Ambulyx semifervens
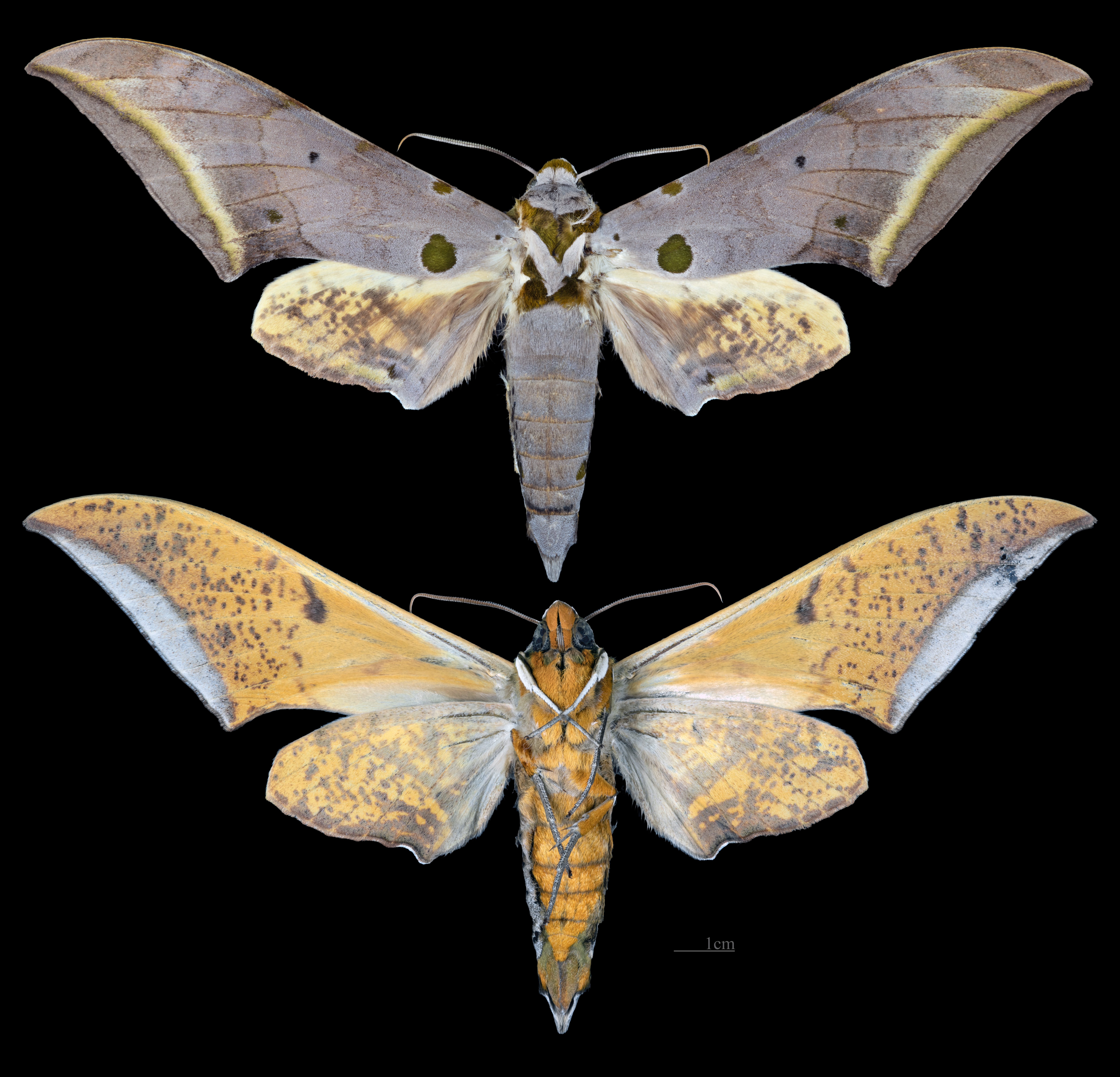
Ambulyx semiplacida
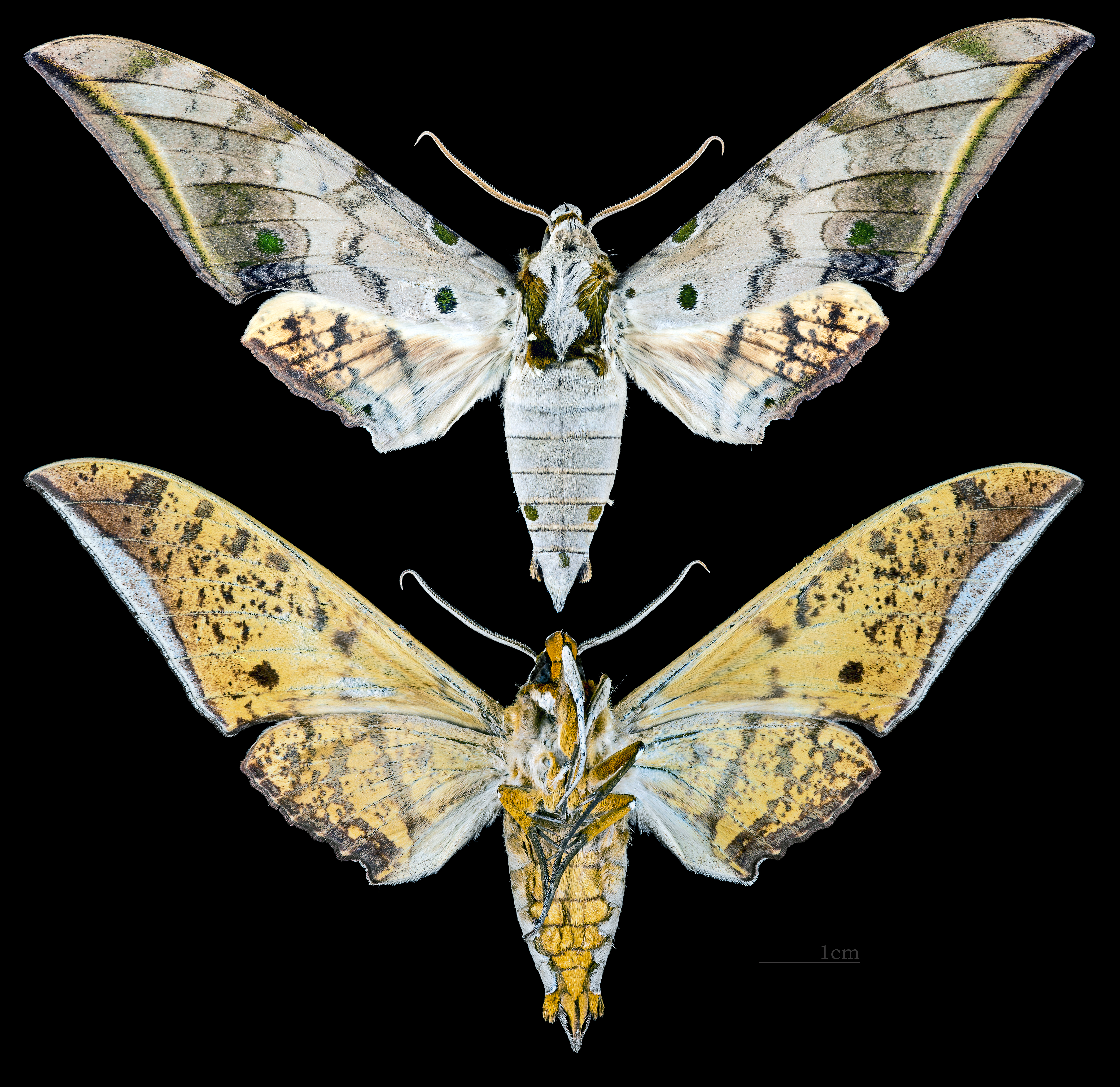
Ambulyx sericeipennis
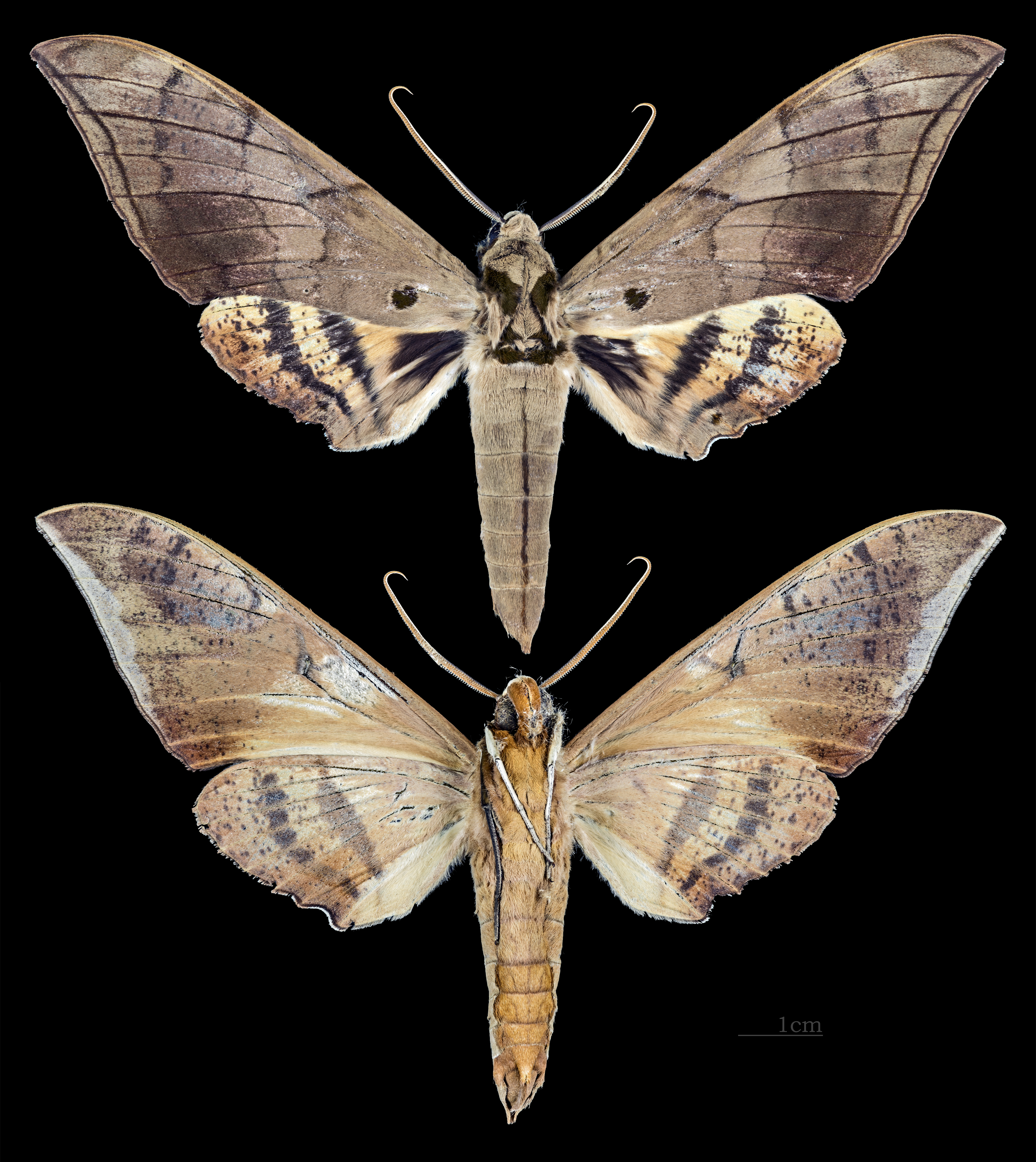
Ambulyx staudingeri
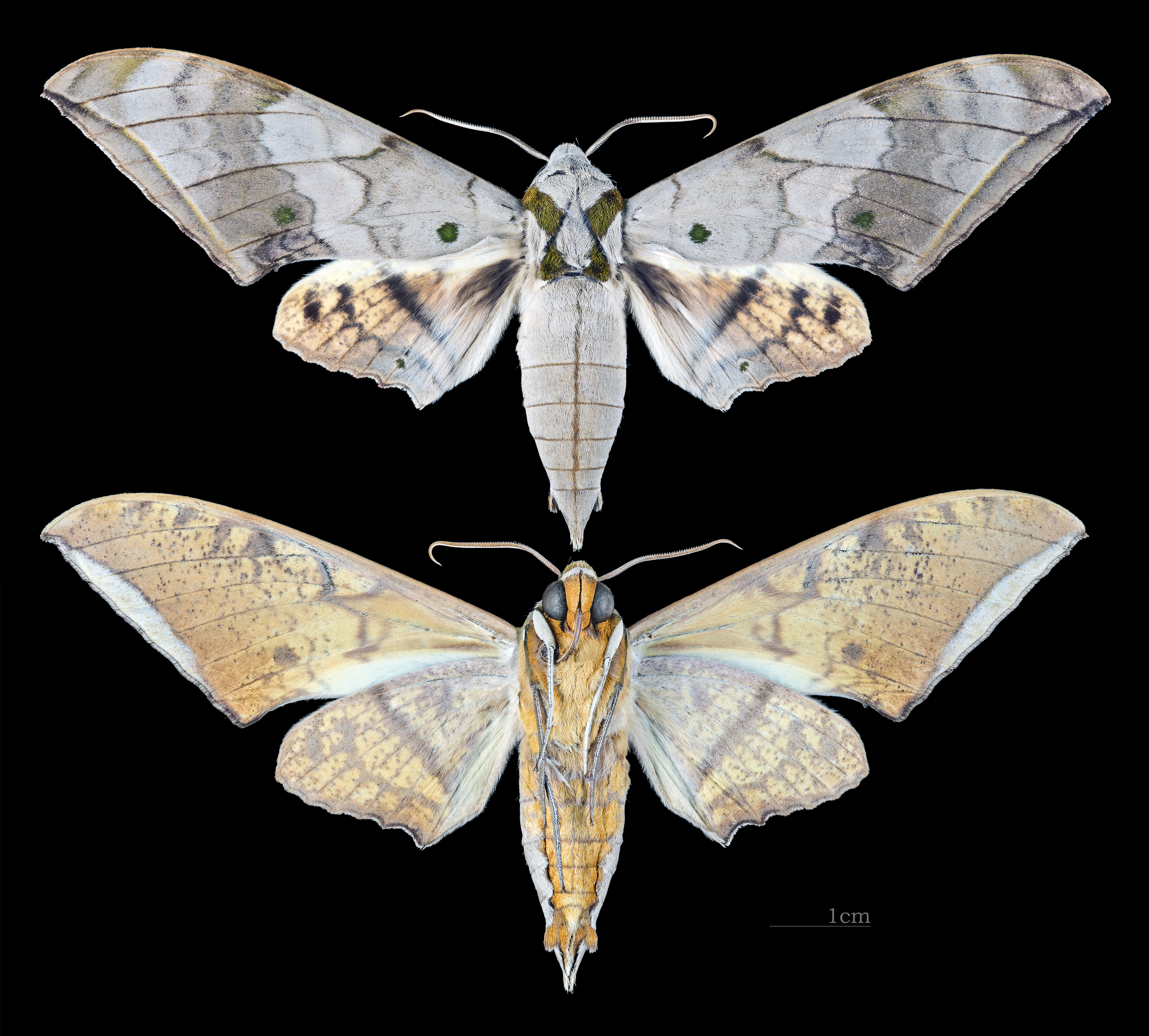
Ambulyx substrigilis
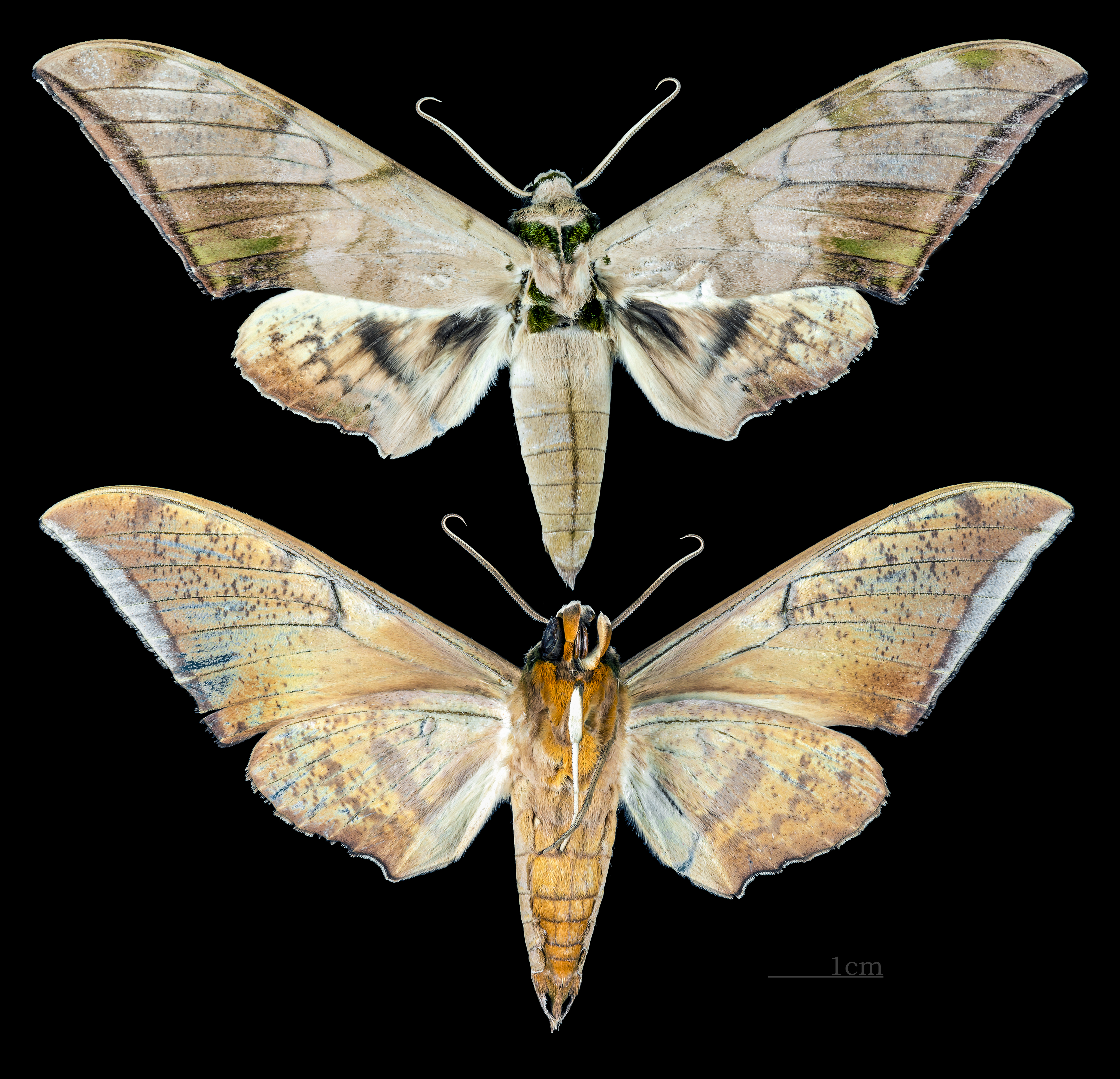
Ambulyx tattina
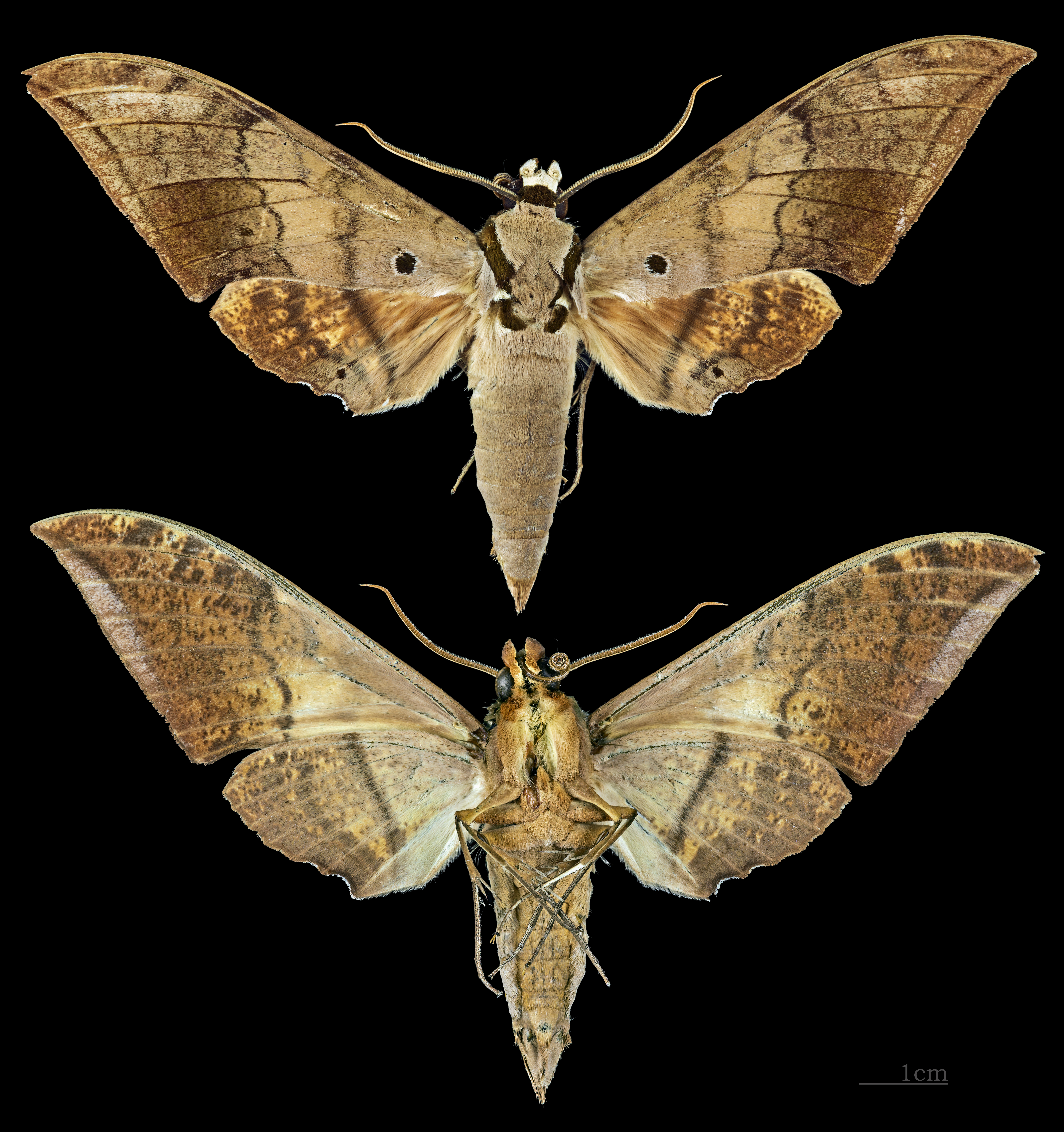
Ambulyx tenimberi
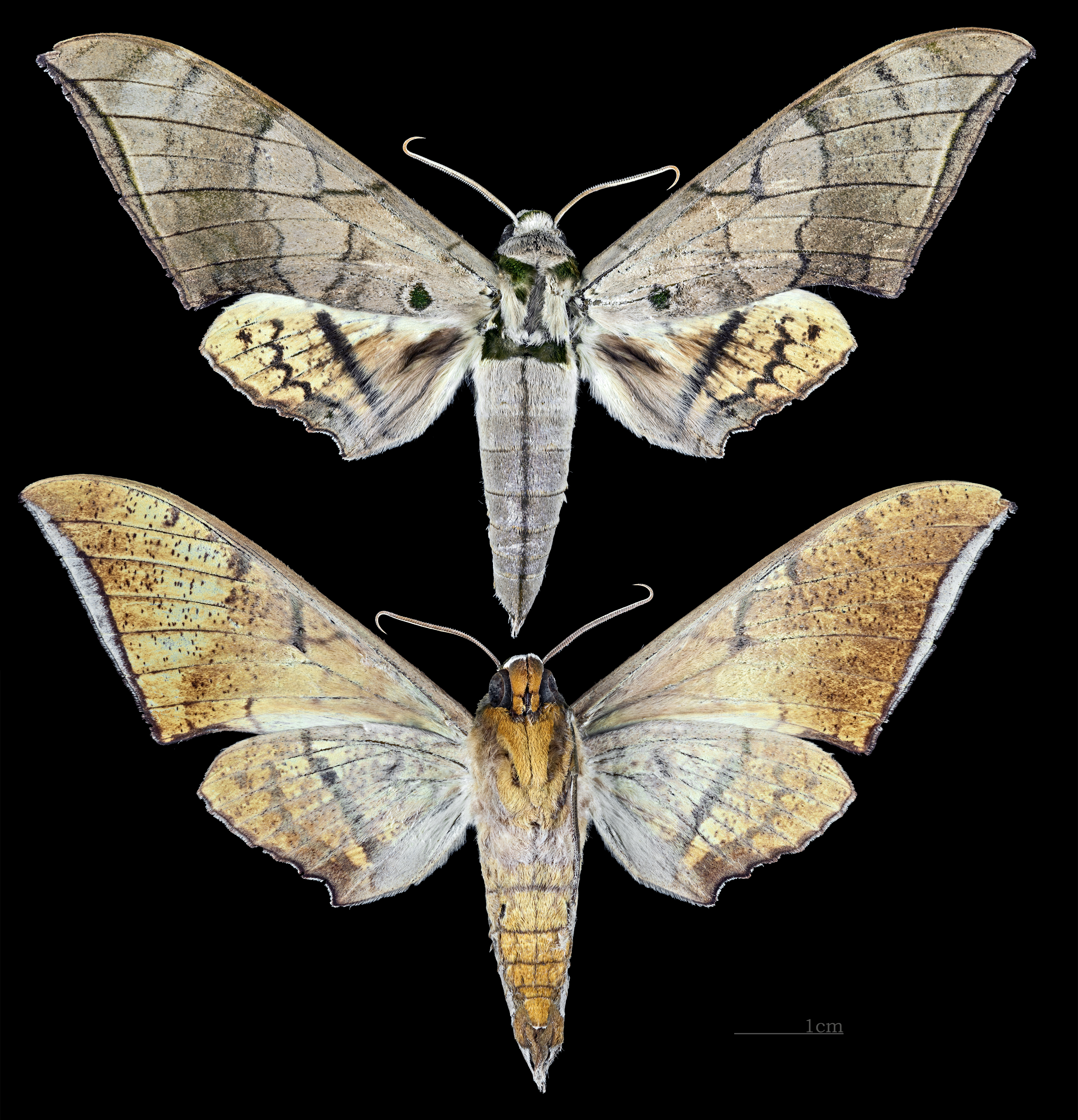
Ambulyx wildei
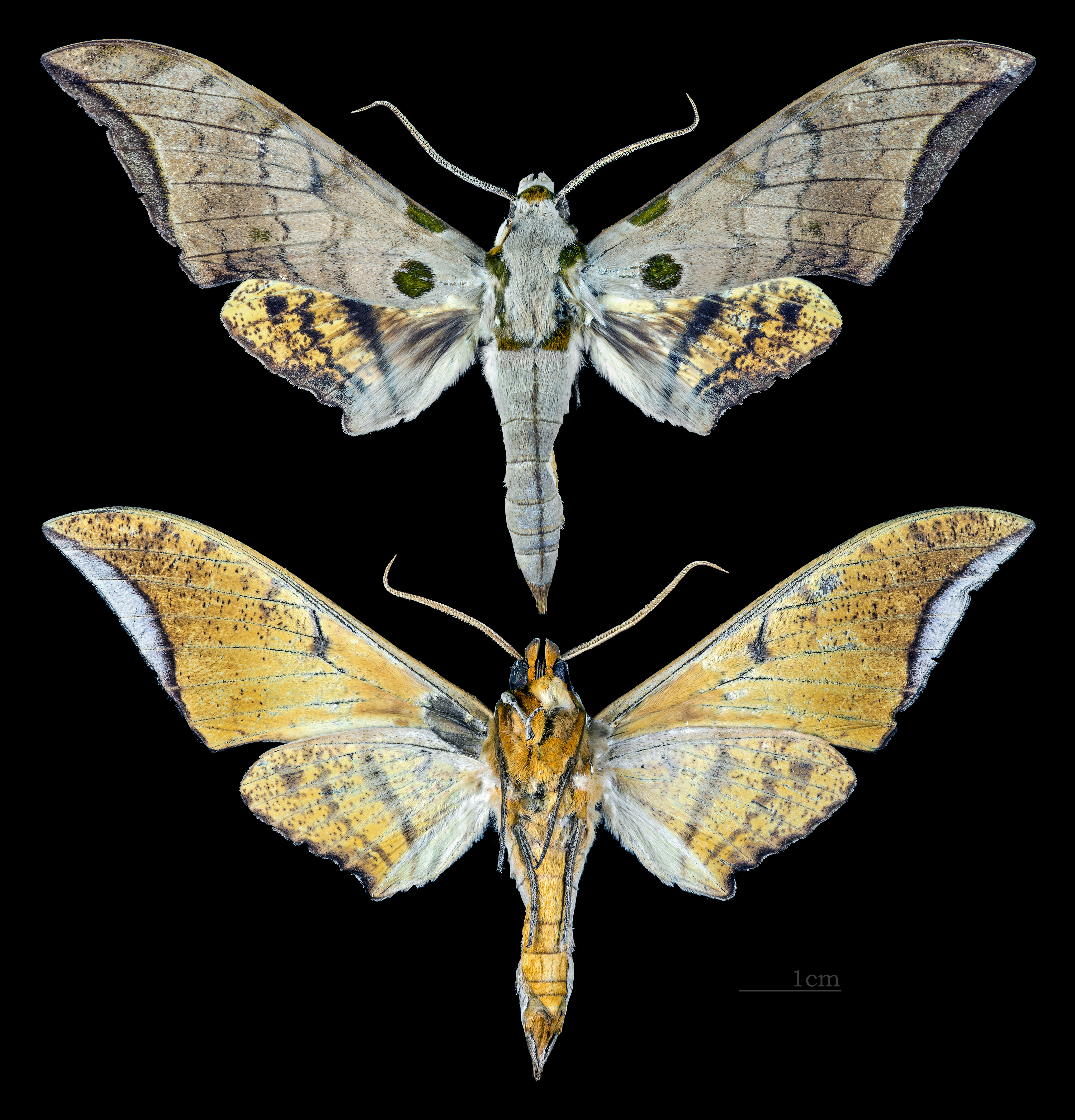
Ambulyx wilemani